# 愛知郡 (愛知県)
- 令制国一覧 > 東海道 > 尾張国 > 愛知郡
- 日本 > 中部地方 > 愛知県 > 愛知郡

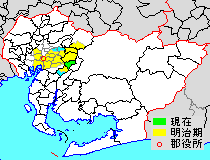
愛知県愛知郡の位置（緑：東郷町 水色：後に他郡から編入した区域）

愛知郡（あいちぐん）は、愛知県（尾張国）の郡。愛知県の県名は本郡に由来する。
人口43,741人、面積18.03km²、人口密度2,426人/km²。（2025年6月1日、推計人口）
以下の1町を含む。
- 東郷町（とうごうちょう）

## 郡域
1878年（明治11年）に行政区画として発足した当時の郡域は、上記1町のほか、下記の区域にあたる。
- 名古屋市の大部分（守山区[注釈 2]・東区[注釈 3]の全域、中区[注釈 4]・北区[注釈 5]の大部分、および、千種区[注釈 6]・西区[注釈 7]・中村区[注釈 8]・中川区[注釈 9]・港区[注釈 10]・緑区[注釈 11]・名東区[注釈 12]の各一部）
- 瀬戸市の一部（概ね西原町、高根町、東本地町、菱野町、赤重町、幡野町、原山台、菱野台、萩山台、宝ヶ丘町、若宮町、屋戸町、広久手町以南）
- 豊明市の一部（栄町・新栄町・阿野町および三崎町の一部を除く）
- 日進市・長久手市の全域

## 郡名の由来

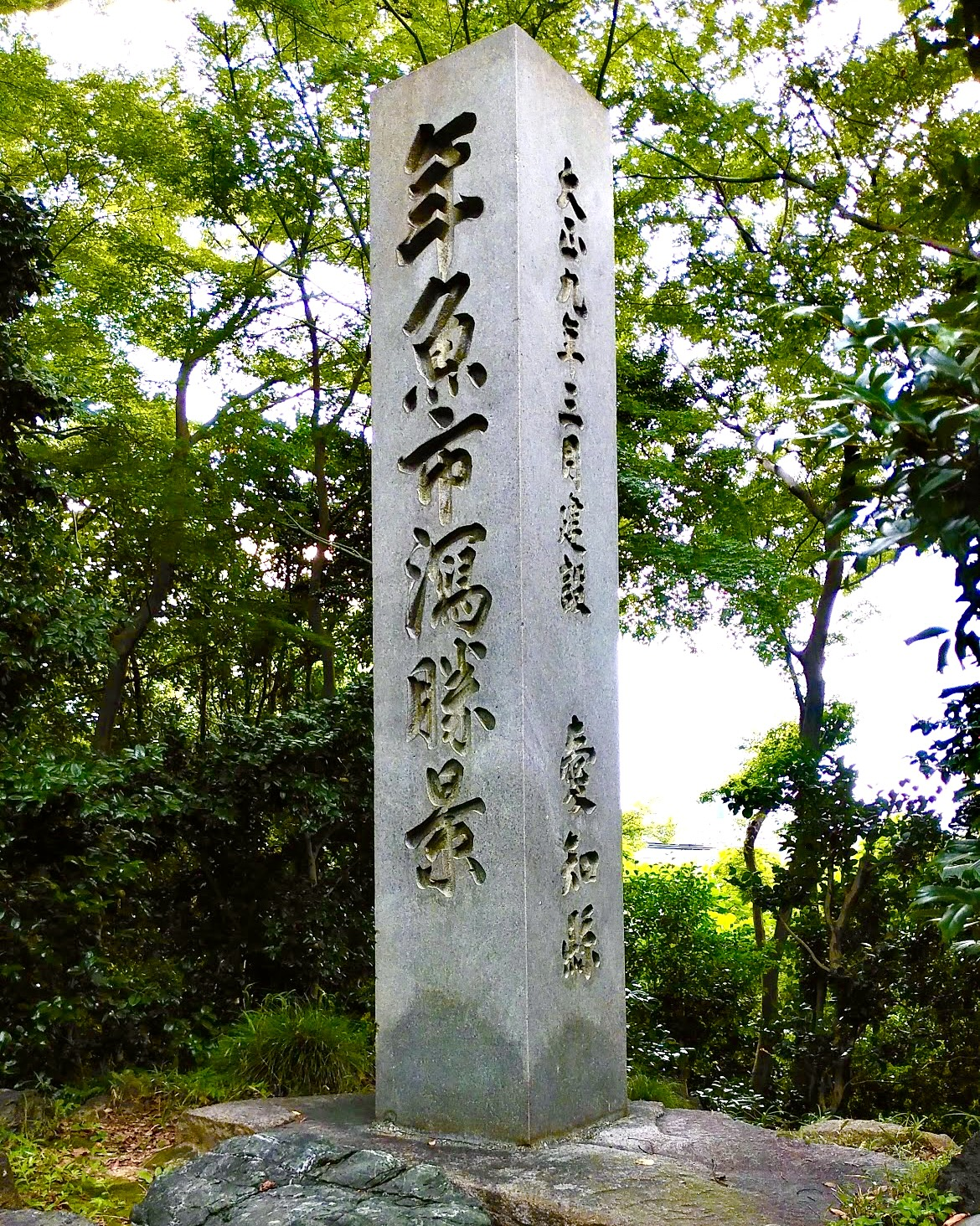
年魚市潟景勝（名古屋市南区白毫寺境内）

8世紀成立の『日本書紀』や『万葉集』には「年魚市」「吾湯市」と書かれており、奈良時代以前は現在の名古屋市南部（特に熱田台地周辺）を「あゆち」と呼んでいたらしい。実際、平城京跡からも「尾張国阿由市郡」と書かれた木簡が見つかっている。古代の熱田台地は半島を成しており、周辺が干潟になっていたとされ、この付近の干潟が「年魚市潟（あゆちがた）」と呼ばれていた。年魚市潟は歌枕として知られ、特に『万葉集』収載の高市黒人の歌が著名である。
愛知の古称である「あゆち」の語源については不明で、古くから議論がなされている。江戸期の郷土史家津田正生は『尾張国地名考』の中でアユが捕れる淵の意ではないかと考察している。『愛知郡誌』では「あゆ」とは湧水の意であるとしている。この他に「あゆ」とは東風の意でめでたい風を表すとする説などがある。

## 古代

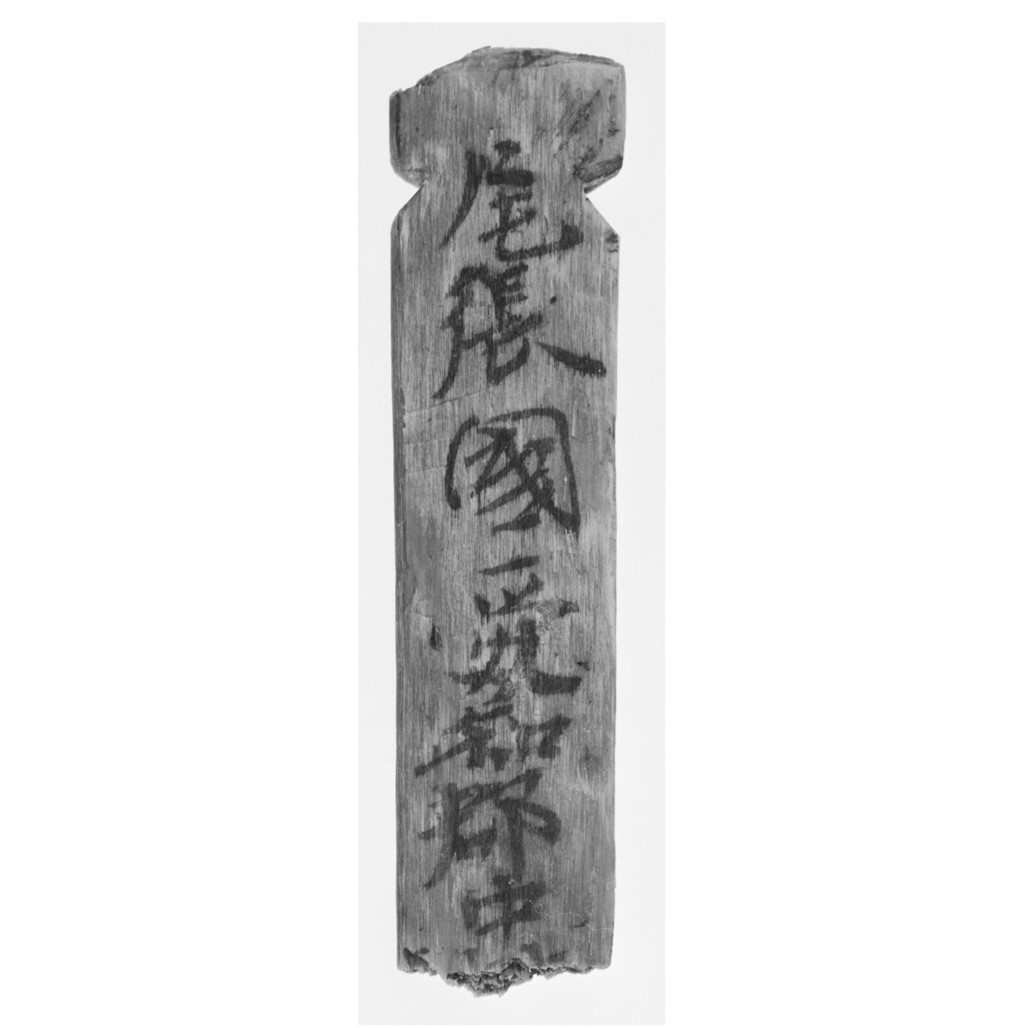
平城宮出土の「尾張国愛知郡」と書かれた木簡

愛知郡は、7世紀の評制下で設置された年魚市評（あゆちのこおり）を前身とする。『尾張宿禰田島氏系図』には「多々見　年魚市評督」とあり、評督には尾張氏が就いていたとみられる。
701年の大宝律令制定により評が郡となり、年魚市郡が成立した。郡成立当初は郡名の表記に揺れがあり、平城京出土木簡に「阿由市郡」と、712年付『山背国愛宕郡出雲郷雲上里計帳』に「鮎市郡」と、『日本書紀』に「年魚市郡」と表記されている。713年の好字二字令により表記が「愛智」や「愛知」に改められたらしく、平城京出土木簡や『続日本紀』では「愛知郡」と記載されている。すなわち奈良時代後半までには「愛知」という表記が用いられていたようである。平安期には「愛智郡」という表記が用いられることが多く、10世紀に編纂された『延喜式』や『倭名類聚抄』には「愛智郡」と表記されている。なお『倭名類聚抄』では「愛智」は「阿伊知（あいち）」と訓読されており、平安中期の時点で「あいち」という読みは確立されていたらしい。
郡衙の位置については不詳であるが、奈良期の瓦や須恵器が大量に出土する名古屋市中区正木一丁目付近（正木町遺跡）を愛知郡衙が置かれた地とする説がある。中区正木から古渡町の地域は古代から中世に渡津として発展したことが知られており、『延喜式』にみえる東海道の「新溝駅」もこの付近に比定する説が有力視されている。飛鳥時代創建とされる尾張元興寺も正木付近に建立されていたことが判明している。

### 郷
平安中期に成立した『和名類聚抄』に「愛智郡」の郷として掲載されているのは以下の通り。
- 中村（なかむら）
  - 現在の名古屋市中村区北部に比定される[12]。平城京出土木簡には「尾張国愛知郡中寸」とあり、古くは「中寸」とも表記されていた[13]。当郷は愛知郡西条である[12]。
- 千竃（ちがま）
  - 現在の名古屋市中村区南部から中川区北部に比定される[14]。旧稲葉地村には「千竃」「千竃浦」という小字があり、これらが遺称地とみられる。かつては当郷を塩竃と結び付けて南区星崎や千竃通に比定する説があったが、鎌倉期の文献から当郷が愛知郡西条であることが判明し、南区に比定する説は否定されている[14]。『延喜式』神名帳に見える「上知我麻神社」「下知我麻神社」はかつて当郷内に所在した神社と推定されているが、現在は熱田神宮境内摂社となっている。歴史学者の福岡猛志は、8世紀初頭まで「知我麻」と書かれていたのが好字二字化の影響で「千竃」という表記に変更されたのではないかと考察している[5]。
- 日部（くさかべ）
  - 「日下部」「草部」とも書かれた。石神遺跡出土木簡に「日下五十戸」とあり、7世紀後半には既に成立していた五十戸（里）のようである。平城京出土木簡に「尾張国愛智郡草部郷日置里」とあり[15]、中区日置神社周辺や大須などの地域に比定される[16]。『尾張国風土記』逸文に「愛知郡 福興寺 俗名三宅寺 南去郡家九里十四歩 在𬀧部郷伊福村」とあり、8世紀初頭に三宅連麻佐が創建した古刹「福興寺」と『延喜式』神名帳に見える「伊副神社」は当郷内に存在したことが知られている[16]。
- 太毛（おおけ）
  - 石神遺跡出土木簡に「大家五十戸」、750年付『智識優婆塞貢進文』（正倉院文書）に「愛智郡大宅郷」とあり、「大宅」（おおやけ）とも書いた。鎌倉期成立の『阿闍梨頼意証文』に「愛知郡東條大宅郷内...古渡河」と記述があり、現在の中区古渡町から正木付近が当郷に含まれていたことが判明している[16]。熱田区も当郷に含まれるとみる説もある[16]。かつては表記の類似から瑞穂区大喜町に比定する説があったが、これは過誤とみられる[16]。当郷は愛知郡東条に属していた[16]。
- 物部（もののべ）
  - 石神遺跡出土木簡に「物部五十戸」、平城京出土木簡に「尾張国愛知郡...物部里」とある。記載順から当郷は太毛郷の東にあるとみて御器所周辺に比定される[16]。なお東区筒井に「物部神社」があるが、これは江戸期まで「石神堂」と呼ばれていたものを改称したものであるため、これを式内社の物部神社とするのは懐疑的な見解がある[10]。本来の物部神社は御器所八幡宮であるとする説がある[17]。
- 厚田（あつた）
  - 「熱田」とも書かれた。熱田神宮周辺に比定するのが通説であるが、瑞穂区付近であるとする説もある[10]。『日本書紀』や『尾張国風土記』逸文に「熱田社」との記載が見える。
- 作良（さくら）
  - 南区桜本町付近（江戸期の桜村）を遺称地とみるのが定説である[10]。『万葉集』にみえる「桜田」という地名は当郷を指していると推定されている[16]。
- 成海（なるみ）
  - 緑区鳴海町を遺称地とみるのが定説である[10]。現在の豊明市も当郷に含まれていたとする説がある[10]。
- 驛家（うまや）
  - 『延喜式』に「新溝駅」という駅家の記載があり、これは愛知郡内に置かれたものとみられ、驛家郷は新溝駅周辺に存在したとみられる[10]。新溝駅の位置については古渡とする説が有力視されている[10]。郷土史家の三渡俊一郎は、「新溝」とは中世の文献に見える「古渡河」（後称「九丁堀」）のことではないかと考察している[10]。
- 神戸（かんべ/ごうど）
  - 熱田神宮領とみて神戸町などの地名が残る熱田神宮周辺とする説と[10]、伊勢神宮領とみて一楊御厨があった中川区内に比定する説がある。なお鎌倉期の愛知郡神戸郷は、熱田区横田や中瀬町を含む熱田神宮周辺を指していたことが知られる[18]。

この他に以下のような『和名類聚抄』不記載の郷里が木簡などから確認されている。
- 荒大（あらたい）
  - 平城宮出土木簡に「尾張国愛知郡荒大里」と、正倉院文書に「尾張国愛智郡荒大郷」とある[5]。成海郷に在住したとされる荒田井氏と関連視して、鳴海近傍にあてる説がある[5]。『尾張国内神名帳』に記載のある知多郡「荒太天神」や中世の文献にみられる「知多郡荒尾郷」と関連視して現在の東海市荒尾町に比定する説もある[19]。
- 油江（あぶらえ）
  - 平城京出土木簡に「尾張国愛知郡油口（江）里」とある[5]。『尾張国内神名帳』に記載のある愛知郡「油江天神」があり、近代まで「油江」という小字名が残っていた名古屋市中村区中村町付近と推定される[5]。油江里は後に中村郷に統合されたと推測されている[5]。
- 余戸（あまるべ）
  - 平城京出土木簡に「愛知郡余戸里」とある[5][注釈 14]。比定地は未詳だが、辺縁部の可能性がある[5]。

### 式内社
『延喜式』神名帳に記される郡内の式内社。
| 神名帳                           | 神名帳                          | 神名帳 | 神名帳             | 比定社                               | 比定社                                          | 比定社             | 集成 |
| 社名                             | 読み                            | 格     | 付記               | 社名                                 | 所在地                                          | 備考               | 集成 |
| -------------------------------- | ------------------------------- | ------ | ------------------ | ------------------------------------ | ----------------------------------------------- | ------------------ | ---- |
| 尾張国愛知郡 4座（大）13座（小） |                                 |        |                    |                                      |                                                 |                    |      |
| 日置神社                         | ヒオキノ                        | 小     |                    | 日置神社                             | 愛知県名古屋市中区橘                            |                    |      |
| 上知我麻神社                     | カムツチカマノ カミチカマノ     | 小     |                    | 上知我麻神社                         | 愛知県名古屋市熱田区神宮                        | 熱田神宮境内摂社   |      |
| 上知我麻神社                     | カムツチカマノ カミチカマノ     | 小     | （論）上知我麻社   | 愛知県名古屋市南区本星崎町           | 星宮社境内社                                    |                    |      |
| 下知我麻神社                     | シモツチカマノ シモチカマノ     | 小     |                    | 下知我麻神社                         | 愛知県名古屋市熱田区神宮                        | 熱田神宮境内摂社   |      |
| 下知我麻神社                     | シモツチカマノ シモチカマノ     | 小     | （論）下知我麻社   | 愛知県名古屋市南区本星崎町           | 星宮社境内社                                    |                    |      |
| 熱田神社                         | アツタノ                        | 名神大 |                    | 熱田神宮                             | 愛知県名古屋市熱田区神宮                        | 尾張国三宮         |      |
| 御田神社                         | ミタノ                          | 小     |                    | （論）七所社                         | 愛知県名古屋市中村区岩塚町字上小路              |                    |      |
| 御田神社                         | ミタノ                          | 小     | （論）御田神社     | 愛知県名古屋市熱田区神宮             | 熱田神宮境内摂社                                |                    |      |
| 高牟神社                         | タカムノ タカムクノ             | 小     |                    | （論）高牟神社                       | 愛知県名古屋市千種区今池                        |                    |      |
| 高牟神社                         | タカムノ タカムクノ             | 小     | （論）御器所八幡宮 | 愛知県名古屋市昭和区御器所四丁目4-25 |                                                 |                    |      |
| 高牟神社                         | タカムノ タカムクノ             | 小     | （論）天神社       | 尾張国愛知郡八事村（江戸期当時）     | 現存しない。山田郡の可能性あり                  |                    |      |
| 川原神社                         | カハラノ                        | 小     |                    | （論）鳴海八幡宮                     | 愛知県名古屋市緑区鳴海町字前之輪49              |                    |      |
| 川原神社                         | カハラノ                        | 小     | （論）川原神社     | 愛知県名古屋市昭和区川名本町         | 山田郡の可能性あり                              |                    |      |
| 針名神社                         | ハリナノ                        | 小     |                    | （論）針名神社                       | 愛知県名古屋市天白区天白町大字平針字大根ケ越175 | 山田郡の可能性あり |      |
| 針名神社                         | ハリナノ                        | 小     | （論）天神社       | 名古屋市中村区烏森町字村内下66       |                                                 |                    |      |
| 伊副神社                         | イフノ イフキノ イフクノ        | 小     |                    | （廃絶説）                           | 早い段階で廃絶したという説がある                |                    |      |
| 伊副神社                         | イフノ イフキノ イフクノ        | 小     | （論）鳴海八幡宮   | 愛知県名古屋市緑区鳴海町字前之輪49   |                                                 |                    |      |
| 伊副神社                         | イフノ イフキノ イフクノ        | 小     | （論）熊野社       | 愛知県名古屋市緑区熊の前2丁目        |                                                 |                    |      |
| 伊副神社                         | イフノ イフキノ イフクノ        | 小     | （論）富士浅間神社 | 愛知県愛知郡東郷町春木               |                                                 |                    |      |
| 伊副神社                         | イフノ イフキノ イフクノ        | 小     | （論）伊勝八幡宮   | 愛知県名古屋市昭和区伊勝町2丁目      | 山田郡の可能性あり                              |                    |      |
| 成海神社                         | ナルミノ                        | 小     |                    | 成海神社                             | 愛知県名古屋市緑区鳴海町字乙子山85              |                    |      |
| 物部神社                         | モノノヘノ                      | 小     |                    | （論）御器所八幡宮                   | 愛知県名古屋市昭和区御器所四丁目4-25            |                    |      |
| 物部神社                         | モノノヘノ                      | 小     | （論）天神社旧地   | 愛知県名古屋市昭和区天神町           | 御器所天満宮として御器所八幡宮境内に移転        |                    |      |
| 物部神社                         | モノノヘノ                      | 小     | （論）物部神社     | 愛知県名古屋市東区筒井               | 山田郡の可能性あり                              |                    |      |
| 物部神社                         | モノノヘノ                      | 小     | （論）物部社       | 愛知県名古屋市緑区大高町字火上山     | 江戸後期まで氷上姉子神社の境内摂社として存在    |                    |      |
| 日割御子神社                     | ヒサキミコノ ヒワリミコノ       | 名神大 |                    | 日割御子神社                         | 愛知県名古屋市熱田区神宮                        | 熱田神宮境内摂社   |      |
| 孫若御子神社                     | ヒコワカミコノ                  | 名神大 |                    | （論）孫若御子神社                   | 愛知県名古屋市熱田区神宮                        | 熱田神宮境内摂社   |      |
| 孫若御子神社                     | ヒコワカミコノ                  | 名神大 | （論）若宮八幡社   | 愛知県名古屋市中区栄3丁目35-30       |                                                 |                    |      |
| 高座結御子神社                   | タカクラムスヒミコノ            | 名神大 |                    | 高座結御子神社                       | 愛知県名古屋市熱田区高蔵町                      | 熱田神宮境外摂社   |      |
| 八剣神社                         | ヤツルキノ ハッケンノ           | 小     |                    | 八剣宮                               | 愛知県名古屋市熱田区神宮                        | 熱田神宮境内別宮   |      |
| 火上姉子神社                     | ホノカミアネコノ ヒカミアネコノ | 小     |                    | 氷上姉子神社                         | 愛知県名古屋市緑区大高町字火上山1-3             | 熱田神宮境外摂社   |      |
| 青衾神社                         | アヲフスマノ                    | 小     |                    | 青衾神社                             | 愛知県名古屋市熱田区白鳥                        | 熱田神宮境外摂社   |      |
| 凡例を表示                       |                                 |        |                    |                                      |                                                 |                    |      |

## 中世

### 荘園
中世になると律令制の衰退に伴い、従来の郷や里といった行政区分に代わり荘園や公領が成立した。尾張国愛知郡内では主に以下のような荘園が知られている。
- 井戸田荘（いとだのしょう）
  - 現在の瑞穂区井戸田町周辺に比定される。皇室領。
- 高畠荘（たかはたのしょう）
  - 現在の中川区高畑に比定する説があるが定かではない。賀茂別雷神社領。
- 那古野荘（なごやのしょう）
  - 現在の名古屋城周辺に比定される。建春門院法花堂領。
- 鳴海荘（なるみのしょう）
  - 現在の緑区鳴海町から豊明市北部に比定される。醍醐寺領。南北朝期には鳴海東荘と鳴海西荘に分かれていた。
- 一楊御厨（ひとつやなぎのみくりや）
  - 現在の中村区南部から中川区北部の庄内川左岸の地域に比定される。伊勢神宮領。

国衙領としては「御器所保」や「野並保」が知られる。これらとは別に熱田神宮領が郡内に多く存在していたことも知られる。

### 戦国期
尾張源氏は多くが承久の乱で京都方に加わり衰退し、室町時代には管領斯波氏の領国となっていく。さらに応仁の乱の後に守護代の織田氏一族が勢力を固め、今川氏との勢力争いの末に織田信秀が那古野城はじめ一帯を手中に収めた。織田信長は信秀の子で那古野城生まれ、豊臣秀吉も愛知郡中村生まれだと考えられている。この頃山田郡南部が併合され愛知郡の範囲が大きく拡大した。江戸時代に入ると名古屋城が築城されて城下が整備され、近郊の村々も次第に発展していく。

## 近世以降
1871年（明治4年）、廃藩置県により尾張藩は名古屋県となったが、翌年名古屋城下町の所在する郡の名を採って愛知県と改称された。愛知県発足当時、愛知郡は、第一大区（愛知郡名古屋など）と第二大区（その他の愛知郡が更に13小区分割）に区分された後、1876年（明治9年）、従来の第一大区は第一区となり、第二大区は、第二区となった。名古屋市の市域拡張以降の郡域は旧・山田郡の領域と考えられ、律令期の愛知郡とは重ならない。

### 近代以降の沿革
- 「旧高旧領取調帳」に記載されている明治初年時点での支配は以下の通り。●は村内に寺社領が存在。（1町159村）

| 知行   | 知行                     | 村数      | 村名 |
| ------ | ------------------------ | --------- | --- |
| 藩領   | 尾張名古屋藩             | 2町 144村 | 名古屋城下、●名古屋村、名古屋新田、広井村、日置村、古渡村、前津小林村、押切村、栄村、中野高畑村、牧野村、中島村、大秋村、平野村、米野村、露橋村、北一色村、高須賀村、下中村、上中村、日比津村、稲葉地村、岩塚村、横井村、野田村、八田村、打出村、中郷村、中須村、大蟷螂村、当知新田、甚兵衛後新田、法花村、中島新田、荒子村、高畑村、万町村、烏森村、長良村、二女子村、五女子村、本郷村（現・名古屋市）、四女子村、牛立村、中野外新田、中野村、丸米野村、熱田新田、熱田古堤亥新田、巾着新田、熱田酉改亥新田、熱田伝馬亥巳新田、牛毛荒井村、源兵衛新田、丹後江新田、柴田新田、柴田屋新田、大江新田、本地村（現・名古屋市）、笠寺村、●戸部村、道徳新田、山崎村、本井戸田村、北井戸田村、桜村、新屋敷村、中根村、本願寺外新田、本願寺村、大喜村、高田村、御器所村、古井村、丸山村、川名村、八事村、伊勝村、末森村、猪子石村、一色村、下社村、上社村、高針村、藤森村、長久手村、岩作村、大草村、本地村（現・瀬戸市）、菱野村、山口村、北熊村、前熊村、岩崎村、米ノ木村、藤枝村、藤島村、本郷村（現・日進市）、野方村、浅田村、梅森村、和合村、諸輪村、折戸村、鳴海村、島田村、平針村、赤池村、傍爾本村、祐福寺村、部田村、沓掛中島村、沓掛新田、五軒屋新田、間米村、平手新田、相原村、上野新田、五軒屋村、藤成新田、熱田町、加福新田、又兵衛新田、又兵衛新々田、繰出新田、八左衛門新田、水袋新田、宝生新田、豊宝新田、鳴海伝馬新田、神徳新田、土古山新田、作良新田、船方新田、稲富新田、永徳新田、熱田前新田、元美新田、山藤新田、神宮寺新田、宝来新田、道徳前新田、戸部下新田、忠治新田、熱田古伝馬新田、氷室新田 |
| 藩領   | 名古屋藩・尾張犬山藩     | 3村       | 下之一色村、石仏村、沓掛村 |
| 藩領   | 名古屋藩・美濃今尾藩     | 2村       | 東起村、南野村 |
| その他 | 名古屋藩・加藤図書助除地 | 3村       | 紀左衛門新田、長三郎新田、熱田仁右衛門新田 |
| その他 | 加藤図書助除地           | 1村       | 図書新田 |
| その他 | 伝馬所除地               | 1村       | 植田村 |
| その他 | 熱田神宮領               | 4村       | 熱田村、小塚村、七女子村、八ツ屋村 |
| その他 | 熱田大宮司知行           | 1村       | 野並村 |

- 明治初年（2町160村）
  - 柴田新田が分割して南柴田新田・北柴田新田となる。
  - 五軒屋新田が改称して前後村となる。
- 明治3年（1870年） - 岩崎村の一部が分立して北新田となる。（2町161村）
- 明治4年
  - 7月14日（1871年8月29日） - 廃藩置県により、名古屋県、犬山県、今尾県の管轄となる。
  - 11月22日（1872年1月2日） - 第1次府県統合により、全域が名古屋県の管轄となる。
  - 岩崎村の一部が分立して岩藤新田となる。（2町162村）
- 明治5年4月2日（1872年5月8日） - 愛知県の管轄となる。
- 明治6年（1873年） - 藤枝村の一部が分立して蟹甲新田となる。（2町163村）
- 明治8年（1875年） - 米ノ木村が分割して米野木村・三本木村となる。（2町164村）
- 明治9年（1876年） - 以下の各村の統合等が行われる。（2町153村）
  - 瑞穂村 ← 本井戸田村、北井戸田村、本願寺外新田、本願寺村、大喜村、高田村、名古屋新田［一部］
  - 常盤村 ← 御器所村、石仏村、名古屋新田［一部］
  - 千種村 ← 古井村、名古屋新田［一部］、春日井郡鍋屋上野村［一部］
  - 田代村 ← 丸山村、末森村、上野新田
  - 千年村 ← 作良新田、船方新田
  - 古渡村が分割して西古渡村・東古渡村となる。
  - 熱田新田が分割して熱田新田西組・熱田新田東組となる。
  - 沓掛中島村が沓掛新田に、平手新田・相原村・神徳新田が鳴海村にそれぞれ合併。
- 明治11年（1878年）12月20日 - 郡区町村編制法の愛知県での施行により、名古屋城下の区域をもって名古屋区が発足し、郡より離脱。残部に行政区画としての愛知郡が発足。郡役所が熱田に設置。同年、以下の各村の統合等が行われる。（1町105村）

- 則武村 ← 中野高畑村、中島村、大秋村
- 八熊村 ← 二女子村、五女子村
- 小本村 ← 小塚村、七女子村、本郷村（現・名古屋市）
- 野立村 ← 牛立村、中野村
- 篠原村 ← 丸米野村、八ツ屋村
- 豊田村 ← 巾着新田、熱田酉改亥新田、熱田伝馬亥巳新田、道徳新田、紀左衛門新田、長三郎新田、図書新田、道徳前新田、戸部下新田、忠治新田、熱田古伝馬新田、氷室新田
- 鳴尾村 ← 牛毛荒井村、源兵衛新田、丹後江新田、柴田屋新田、北柴田新田、鳴海伝馬新田
- 星崎村 ← 大江新田、南野村、繰出新田、八左衛門新田
- 本星崎村 ← 本地村（現・名古屋市）、水袋新田、宝生新田、豊宝新田
- 前浜村 ← 笠寺村、加福新田、又兵衛新田、又兵衛新々田
- 千竈村 ← 戸部村、山崎村、桜村、新屋敷村
- 弥富村 ← 中根村、八事村、名古屋新田［一部］
- 広路村 ← 川名村、伊勝村、石仏村、五軒屋村、藤成新田
- 一社村 ← 一色村、下社村
- 熊張村 ← 大草村、北熊村
- 春木村 ← 傍爾本村、祐福寺村、部田村
- 大沢村 ← 前後村、間米村
- 稲永新田 ← 稲富新田、永徳新田
- 宝神新田 ← 元美新田、山藤新田、神宮寺新田、宝来新田
- 名古屋村の一部が名古屋区の一部となり、残部が分割して上名古屋村・下名古屋村となる。
- 押切村の一部が名古屋区の一部となり、残部が分割して南押切村・北押切村となる。
- 熱田村の一部が熱田町に合併し、残部が分割して東熱田村・西熱田村となる。熱田仁右衛門新田が西熱田村に合併。
- 名古屋新田が名古屋区の一部となる。
- 常盤村の一部が分立して石仏村となる。
- 熱田古堤亥新田が熱田新田西組に合併。

### 町村制以降の沿革
- 明治22年（1889年）10月1日 - 町村制の施行により、以下の町村が発足。特記以外は現・名古屋市。（2町45村）

- 熱田町 ← 熱田町、西熱田村
- 鳴海町（鳴海村が単独町制）
- 古沢村 ← 東古渡村、東熱田村
- 笈瀬村 ← 牧野村、平野村、北一色村、米野村、露橋村、日置村
- 那古野村 ← 下名古屋村、南押切村、広井村
- 鷹場村 ← 栄村、則武村
- 日比津村（単独村制）
- 織豊村 ← 稲葉地村、上中村、下中村
- 柳森村 ← 烏森村、八田村、万町村、高須賀村
- 岩塚村（単独村制）
- 御厨村 ← 中郷村、横井村、野田村、打出村
- 一柳村 ← 東起村、法花村、中島新田、大蟷螂村、中須村
- 荒子村 ← 荒子村、高畑村
- 松葉村 ← 篠原村、長良村、四女子村、小本村
- 八幡村 ← 八熊村、西古渡村、野立村、中野外新田
- 明徳村 ← 当知新田、熱田新田西組、土古山新田
- 下之一色村（単独村制）
- 寛政村 ← 熱田前新田、宝神新田、稲永新田、甚兵衛後新田
- 宝田村 ← 熱田新田東組、千年村
- 呼続村 ← 豊田村、千竈村
- 笠寺村（前浜村が単独村制）
- 星崎村 ← 星崎村、本星崎村
- 鳴尾村（単独村制）
- 島野村 ← 島田村、野並村
- 弥富村、瑞穂村、広路村（それぞれ単独村制）
- 御器所村 ← 常盤村、前津小林村
- 千種村（一部を除き単独村制）
- 鍋屋上野村 ← 千種村［一部］、西春日井郡鍋屋上野村
- 田代村（単独村制）
- 猪子石村 ← 猪子石村、藤森村、東春日井郡猪子石原村
- 高社村 ← 高針村、一社村、上社村
- 植田村、平針村（それぞれ単独村制）
- 香久山村 ← 浅田村、野方村、折戸村、蟹甲新田、梅森村、赤池村（現・日進市）
- 諸和村 ← 和合村、諸輪村（現・東郷町）
- 春木村（単独村制。現・東郷町）
- 沓掛村（単独村制。現・豊明市）
- 豊明村 ← 沓掛新田、大沢村、知多郡東阿野村、栄村（現・豊明市）
- 白山村 ← 三本木村、藤島村、米野木村、本郷村、藤枝村（現・日進市）
- 岩崎村 ← 岩藤新田、岩崎村、北新田（現・日進市）
- 岩作村（単独村制。現・長久手市）
- 長湫村（長久手村が単独村制。現・長久手市）
- 幡野村 ← 本地村、菱野村（現・瀬戸市）
- 上郷村 ← 熊張村、前熊村（現・長久手市）
- 山口村（単独村制。現・瀬戸市）
- 北押切村および上名古屋村の大部分が西春日井郡金城村、上名古屋村の一部が同郡杉村、南柴田新田が知多郡名和村のそれぞれ一部となる。

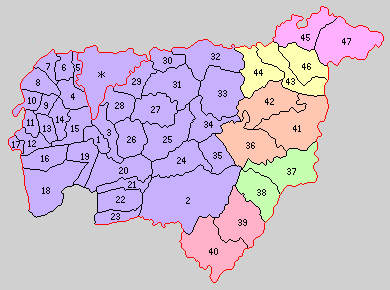
1.熱田町 2.鳴海町 3.古沢村 4.笈瀬村 5.那古野村 6.鷹場村 7.日比津村 8.織豊村 9.柳森村 10.岩塚村 11.御厨村 12.一柳村 13.荒子村 14.松葉村 15.八幡村 16.明徳村 17.下之一色村 18.寛政村 19.宝田村 20.呼続村 21.笠寺村 22.星崎村 23.鳴尾村 24.島野村 25.弥富村 26.瑞穂村 27.広路村 28.御器所村 29.千種村 30.鍋屋上野村 31.田代村 32.猪子石村 33.高社村 34.植田村 35.平針村 36.香久山村 37.諸和村 38.春木村 39.沓掛村 40.豊明村 41.白山村 42.岩崎村 43.岩作村 44.長湫村 45.幡野村 46.上郷村 47.山口村（紫：名古屋市 桃：瀬戸市 赤：豊明市 橙：日進市 黄：長久手市 緑：東郷町 ＊は発足時の名古屋市）

- 明治24年（1891年）4月1日 - 郡制を施行。
- 明治29年（1896年）3月25日 - 御器所村の一部（前津小林）が名古屋市に編入。
- 明治30年（1897年）7月12日 - 呼続村が町制施行して呼続町となる。（3町44村）
- 明治31年（1898年）8月22日（3町42村）
  - 那古野村および古沢村の一部（東古渡）が名古屋市に編入。
  - 古沢村の残部（東熱田）が熱田町に編入。
- 明治34年（1901年）2月22日 - 一柳村の一部（中須・大蟷螂）が御厨村に編入。
- 明治35年（1902年）2月12日 - 千種村が町制施行して千種町となる。（4町41村）
- 明治37年（1904年）12月20日 - 笈瀬村が町制施行・改称して愛知町となる。（5町40村）
- 明治39年（1906年）5月10日 - 以下の町村の統合が行われる。呼続町以外は新設合併。（5町16村）
  - 東山村 ← 鍋屋上野村、田代村
  - 長久手村 ← 長湫村、上郷村、岩作村
  - 猪高村 ← 高社村、猪子石村
  - 幡山村 ← 幡野村、山口村
  - 東郷村 ← 諸和村、春木村
  - 日進村 ← 香久山村、白山村、岩崎村
  - 豊明村 ← 沓掛村、豊明村
  - 御器所村 ← 広路村、御器所村
  - 笠寺村 ← 笠寺村、鳴尾村、星崎村
  - 常磐村 ← 岩塚村、柳森村、松葉村
  - 中村 ← 鷹場村、日比津村、織豊村
  - 荒子村 ← 荒子村、御厨村、一柳村
  - 小碓村 ← 明徳村、寛政村、宝田村
  - 天白村 ← 弥富村［八事・名古屋新田］、島野村、植田村、平針村
  - 呼続町 ← 呼続町、瑞穂村、弥富村［中根］
- 明治40年（1907年）
  - 6月1日 - 熱田町が名古屋市に編入。（4町16村）
  - 7月16日 - 小碓村の一部（熱田新田東組・千年・稲永新田および熱田前新田の一部)が名古屋市に編入。
- 大正6年（1917年）8月1日 - 下之一色村が町制施行して下之一色町となる。（5町15村）
- 大正10年（1921年）8月22日 - 中村・千種町・東山村・愛知町・常磐村・御器所村・荒子村・笠寺村・呼続町・八幡村・小碓村が名古屋市に編入。（2町7村）
- 大正12年（1923年）4月1日 - 郡会が廃止。郡役所は存続。
- 大正15年（1926年）7月1日 - 郡役所が廃止。以降は地域区分名称となる。
- 昭和3年（1928年）3月3日 - 天白村の一部（弥富）が名古屋市に編入。
- 昭和12年（1937年）3月1日 - 下之一色町が名古屋市に編入。（1町7村）
- 昭和30年（1955年）
  - 2月11日 - 幡山村が瀬戸市に編入。（1町6村）
  - 4月5日 - 天白村・猪高村が名古屋市に編入。（1町4村）
- 昭和32年（1957年）1月1日 - 豊明村が町制施行して豊明町となる。（2町3村）
- 昭和33年（1958年）1月1日 - 日進村が町制施行して日進町となる。（3町2村）
- 昭和38年（1963年）4月1日 - 鳴海町が名古屋市に編入。（2町2村）
- 昭和45年（1970年）4月1日 - 東郷村が町制施行して東郷町となる。（3町1村）
- 昭和46年（1971年）4月1日 - 長久手村が町制施行して長久手町となる。（4町）
- 昭和47年（1972年）8月1日 - 豊明町が市制施行して豊明市となり、郡より離脱。（3町）
- 平成6年（1994年）10月1日 - 日進町が市制施行して日進市となり、郡より離脱。（2町）
- 平成24年（2012年）1月4日 - 長久手町が市制施行して長久手市となり、郡より離脱。（1町）

### 変遷表
| 明治22年以前          | 明治22年以前          | 明治22年以前          | 明治22年以前                   | 明治22年10月1日 町村制施行 | 明治22年 - 明治37年                | 明治38年 - 明治45年          | 明治38年 - 明治45年            | 大正元年 - 大正15年                 | 昭和元年 - 昭和19年                | 昭和20年 - 昭和44年                 | 昭和45年 - 昭和64年          | 平成元年 - 現在              | 現在     |
| --------------------- | --------------------- | --------------------- | ------------------------------ | -------------------------- | ---------------------------------- | ---------------------------- | ------------------------------ | ----------------------------------- | ---------------------------------- | ----------------------------------- | ---------------------------- | ---------------------------- | -------- |
| 新宝新田              | 新宝新田              | 新宝新田              | 明治11年 南柴田新田 に合併     | 知多郡名和村               | 知多郡名和村                       | 明治39年4月13日 知多郡上野村 | 明治39年4月13日 知多郡上野村   | 知多郡上野村                        | 昭和15年2月11日 町制 知多郡上野町  | 昭和44年4月1日 東海市               | 東海市                       | 東海市                       | 東海市   |
| 柴田新田              | 柴田新田              | 明治初年 南柴田新田   | 南柴田新田                     | 知多郡名和村               | 知多郡名和村                       | 明治39年4月13日 知多郡上野村 | 明治39年4月13日 知多郡上野村   | 知多郡上野村                        | 昭和15年2月11日 町制 知多郡上野町  | 昭和44年4月1日 東海市               | 東海市                       | 東海市                       | 東海市   |
| 柴田新田              | 柴田新田              | 明治初年 北柴田新田   | 明治11年 鳴尾村                | 鳴尾村                     | 鳴尾村                             | 明治39年5月10日 笠寺村       | 明治39年5月10日 笠寺村         | 大正10年8月22日 名古屋市南区 に編入 | 名古屋市                           | 名古屋市                            | 名古屋市                     | 名古屋市                     | 名古屋市 |
| 牛毛荒井村            | 牛毛荒井村            | 牛毛荒井村            | 明治11年 鳴尾村                | 鳴尾村                     | 鳴尾村                             | 明治39年5月10日 笠寺村       | 明治39年5月10日 笠寺村         | 大正10年8月22日 名古屋市南区 に編入 | 名古屋市                           | 名古屋市                            | 名古屋市                     | 名古屋市                     | 名古屋市 |
| 源兵衛新田            | 源兵衛新田            | 源兵衛新田            | 明治11年 鳴尾村                | 鳴尾村                     | 鳴尾村                             | 明治39年5月10日 笠寺村       | 明治39年5月10日 笠寺村         | 大正10年8月22日 名古屋市南区 に編入 | 名古屋市                           | 名古屋市                            | 名古屋市                     | 名古屋市                     | 名古屋市 |
| 丹後江新田            | 丹後江新田            | 丹後江新田            | 明治11年 鳴尾村                | 鳴尾村                     | 鳴尾村                             | 明治39年5月10日 笠寺村       | 明治39年5月10日 笠寺村         | 大正10年8月22日 名古屋市南区 に編入 | 名古屋市                           | 名古屋市                            | 名古屋市                     | 名古屋市                     | 名古屋市 |
| 柴田屋新田            | 柴田屋新田            | 柴田屋新田            | 明治11年 鳴尾村                | 鳴尾村                     | 鳴尾村                             | 明治39年5月10日 笠寺村       | 明治39年5月10日 笠寺村         | 大正10年8月22日 名古屋市南区 に編入 | 名古屋市                           | 名古屋市                            | 名古屋市                     | 名古屋市                     | 名古屋市 |
| 鳴海伝馬新田          | 鳴海伝馬新田          | 鳴海伝馬新田          | 明治11年 鳴尾村                | 鳴尾村                     | 鳴尾村                             | 明治39年5月10日 笠寺村       | 明治39年5月10日 笠寺村         | 大正10年8月22日 名古屋市南区 に編入 | 名古屋市                           | 名古屋市                            | 名古屋市                     | 名古屋市                     | 名古屋市 |
| 笠寺村                | 笠寺村                | 笠寺村                | 明治11年 前浜村                | 笠寺村                     | 笠寺村                             | 明治39年5月10日 笠寺村       | 明治39年5月10日 笠寺村         | 大正10年8月22日 名古屋市南区 に編入 | 名古屋市                           | 名古屋市                            | 名古屋市                     | 名古屋市                     | 名古屋市 |
| 加福新田              | 加福新田              | 加福新田              | 明治11年 前浜村                | 笠寺村                     | 笠寺村                             | 明治39年5月10日 笠寺村       | 明治39年5月10日 笠寺村         | 大正10年8月22日 名古屋市南区 に編入 | 名古屋市                           | 名古屋市                            | 名古屋市                     | 名古屋市                     | 名古屋市 |
| 又兵衛新田            | 又兵衛新田            | 又兵衛新田            | 明治11年 前浜村                | 笠寺村                     | 笠寺村                             | 明治39年5月10日 笠寺村       | 明治39年5月10日 笠寺村         | 大正10年8月22日 名古屋市南区 に編入 | 名古屋市                           | 名古屋市                            | 名古屋市                     | 名古屋市                     | 名古屋市 |
| 又兵衛新々田          | 又兵衛新々田          | 又兵衛新々田          | 明治11年 前浜村                | 笠寺村                     | 笠寺村                             | 明治39年5月10日 笠寺村       | 明治39年5月10日 笠寺村         | 大正10年8月22日 名古屋市南区 に編入 | 名古屋市                           | 名古屋市                            | 名古屋市                     | 名古屋市                     | 名古屋市 |
| 大江新田              | 大江新田              | 大江新田              | 明治11年 星崎村                | 星崎村                     | 星崎村                             | 明治39年5月10日 笠寺村       | 明治39年5月10日 笠寺村         | 大正10年8月22日 名古屋市南区 に編入 | 名古屋市                           | 名古屋市                            | 名古屋市                     | 名古屋市                     | 名古屋市 |
| 南野村                | 南野村                | 南野村                | 明治11年 星崎村                | 星崎村                     | 星崎村                             | 明治39年5月10日 笠寺村       | 明治39年5月10日 笠寺村         | 大正10年8月22日 名古屋市南区 に編入 | 名古屋市                           | 名古屋市                            | 名古屋市                     | 名古屋市                     | 名古屋市 |
| 繰出新田              | 繰出新田              | 繰出新田              | 明治11年 星崎村                | 星崎村                     | 星崎村                             | 明治39年5月10日 笠寺村       | 明治39年5月10日 笠寺村         | 大正10年8月22日 名古屋市南区 に編入 | 名古屋市                           | 名古屋市                            | 名古屋市                     | 名古屋市                     | 名古屋市 |
| 八左衛門新田          | 八左衛門新田          | 八左衛門新田          | 明治11年 星崎村                | 星崎村                     | 星崎村                             | 明治39年5月10日 笠寺村       | 明治39年5月10日 笠寺村         | 大正10年8月22日 名古屋市南区 に編入 | 名古屋市                           | 名古屋市                            | 名古屋市                     | 名古屋市                     | 名古屋市 |
| 本地村                | 本地村                | 本地村                | 明治11年 本星崎村              | 星崎村                     | 星崎村                             | 明治39年5月10日 笠寺村       | 明治39年5月10日 笠寺村         | 大正10年8月22日 名古屋市南区 に編入 | 名古屋市                           | 名古屋市                            | 名古屋市                     | 名古屋市                     | 名古屋市 |
| 水袋新田              | 水袋新田              | 水袋新田              | 明治11年 本星崎村              | 星崎村                     | 星崎村                             | 明治39年5月10日 笠寺村       | 明治39年5月10日 笠寺村         | 大正10年8月22日 名古屋市南区 に編入 | 名古屋市                           | 名古屋市                            | 名古屋市                     | 名古屋市                     | 名古屋市 |
| 宝生新田              | 宝生新田              | 宝生新田              | 明治11年 本星崎村              | 星崎村                     | 星崎村                             | 明治39年5月10日 笠寺村       | 明治39年5月10日 笠寺村         | 大正10年8月22日 名古屋市南区 に編入 | 名古屋市                           | 名古屋市                            | 名古屋市                     | 名古屋市                     | 名古屋市 |
| 豊宝新田              | 豊宝新田              | 豊宝新田              | 明治11年 本星崎村              | 星崎村                     | 星崎村                             | 明治39年5月10日 笠寺村       | 明治39年5月10日 笠寺村         | 大正10年8月22日 名古屋市南区 に編入 | 名古屋市                           | 名古屋市                            | 名古屋市                     | 名古屋市                     | 名古屋市 |
| 荒子村                | 荒子村                | 荒子村                | 荒子村                         | 荒子村                     | 荒子村                             | 明治39年5月10日 荒子村       | 明治39年5月10日 荒子村         | 大正10年8月22日 名古屋市南区 に編入 | 名古屋市                           | 名古屋市                            | 名古屋市                     | 名古屋市                     | 名古屋市 |
| 高畑村                | 高畑村                | 高畑村                | 高畑村                         | 荒子村                     | 荒子村                             | 明治39年5月10日 荒子村       | 明治39年5月10日 荒子村         | 大正10年8月22日 名古屋市南区 に編入 | 名古屋市                           | 名古屋市                            | 名古屋市                     | 名古屋市                     | 名古屋市 |
| 東起村                | 東起村                | 東起村                | 東起村                         | 一柳村                     | 一柳村                             | 明治39年5月10日 荒子村       | 明治39年5月10日 荒子村         | 大正10年8月22日 名古屋市南区 に編入 | 名古屋市                           | 名古屋市                            | 名古屋市                     | 名古屋市                     | 名古屋市 |
| 法花村                | 法花村                | 法花村                | 法花村                         | 一柳村                     | 一柳村                             | 明治39年5月10日 荒子村       | 明治39年5月10日 荒子村         | 大正10年8月22日 名古屋市南区 に編入 | 名古屋市                           | 名古屋市                            | 名古屋市                     | 名古屋市                     | 名古屋市 |
| 中島新田              | 中島新田              | 中島新田              | 中島新田                       | 一柳村                     | 一柳村                             | 明治39年5月10日 荒子村       | 明治39年5月10日 荒子村         | 大正10年8月22日 名古屋市南区 に編入 | 名古屋市                           | 名古屋市                            | 名古屋市                     | 名古屋市                     | 名古屋市 |
| 大蟷螂村              | 大蟷螂村              | 大蟷螂村              | 大蟷螂村                       | 一柳村                     | 明治34年2月22日 御厨村に編入       | 明治39年5月10日 荒子村       | 明治39年5月10日 荒子村         | 大正10年8月22日 名古屋市南区 に編入 | 名古屋市                           | 名古屋市                            | 名古屋市                     | 名古屋市                     | 名古屋市 |
| 中須村                | 中須村                | 中須村                | 中須村                         | 一柳村                     | 明治34年2月22日 御厨村に編入       | 明治39年5月10日 荒子村       | 明治39年5月10日 荒子村         | 大正10年8月22日 名古屋市南区 に編入 | 名古屋市                           | 名古屋市                            | 名古屋市                     | 名古屋市                     | 名古屋市 |
| 中郷村                | 中郷村                | 中郷村                | 中郷村                         | 御厨村                     | 御厨村                             | 明治39年5月10日 荒子村       | 明治39年5月10日 荒子村         | 大正10年8月22日 名古屋市南区 に編入 | 名古屋市                           | 名古屋市                            | 名古屋市                     | 名古屋市                     | 名古屋市 |
| 横井村                | 横井村                | 横井村                | 横井村                         | 御厨村                     | 御厨村                             | 明治39年5月10日 荒子村       | 明治39年5月10日 荒子村         | 大正10年8月22日 名古屋市南区 に編入 | 名古屋市                           | 名古屋市                            | 名古屋市                     | 名古屋市                     | 名古屋市 |
| 野田村                | 野田村                | 野田村                | 野田村                         | 御厨村                     | 御厨村                             | 明治39年5月10日 荒子村       | 明治39年5月10日 荒子村         | 大正10年8月22日 名古屋市南区 に編入 | 名古屋市                           | 名古屋市                            | 名古屋市                     | 名古屋市                     | 名古屋市 |
| 打出村                | 打出村                | 打出村                | 打出村                         | 御厨村                     | 御厨村                             | 明治39年5月10日 荒子村       | 明治39年5月10日 荒子村         | 大正10年8月22日 名古屋市南区 に編入 | 名古屋市                           | 名古屋市                            | 名古屋市                     | 名古屋市                     | 名古屋市 |
| 甚兵衛後新田          | 甚兵衛後新田          | 甚兵衛後新田          | 甚兵衛後新田                   | 寛政村                     | 寛政村                             | 明治39年5月10日 小碓村       | 小碓村                         | 大正10年8月22日 名古屋市南区 に編入 | 名古屋市                           | 名古屋市                            | 名古屋市                     | 名古屋市                     | 名古屋市 |
| 元美新田              | 元美新田              | 元美新田              | 明治11年 宝神新田              | 寛政村                     | 寛政村                             | 明治39年5月10日 小碓村       | 小碓村                         | 大正10年8月22日 名古屋市南区 に編入 | 名古屋市                           | 名古屋市                            | 名古屋市                     | 名古屋市                     | 名古屋市 |
| 山藤新田              | 山藤新田              | 山藤新田              | 明治11年 宝神新田              | 寛政村                     | 寛政村                             | 明治39年5月10日 小碓村       | 小碓村                         | 大正10年8月22日 名古屋市南区 に編入 | 名古屋市                           | 名古屋市                            | 名古屋市                     | 名古屋市                     | 名古屋市 |
| 神宮寺新田            | 神宮寺新田            | 神宮寺新田            | 明治11年 宝神新田              | 寛政村                     | 寛政村                             | 明治39年5月10日 小碓村       | 小碓村                         | 大正10年8月22日 名古屋市南区 に編入 | 名古屋市                           | 名古屋市                            | 名古屋市                     | 名古屋市                     | 名古屋市 |
| 宝来新田              | 宝来新田              | 宝来新田              | 明治11年 宝神新田              | 寛政村                     | 寛政村                             | 明治39年5月10日 小碓村       | 小碓村                         | 大正10年8月22日 名古屋市南区 に編入 | 名古屋市                           | 名古屋市                            | 名古屋市                     | 名古屋市                     | 名古屋市 |
| 熱田前新田            | （一部）              | 熱田前新田            | 熱田前新田                     | 寛政村                     | 寛政村                             | 明治39年5月10日 小碓村       | 小碓村                         | 大正10年8月22日 名古屋市南区 に編入 | 名古屋市                           | 名古屋市                            | 名古屋市                     | 名古屋市                     | 名古屋市 |
| 熱田前新田            | （一部）              | 熱田前新田            | 熱田前新田                     | 寛政村                     | 寛政村                             | 明治39年5月10日 小碓村       | 明治40年7月16日 名古屋市に編入 | 名古屋市                            | 名古屋市                           | 名古屋市                            | 名古屋市                     | 名古屋市                     | 名古屋市 |
| 稲富新田              | 稲富新田              | 稲富新田              | 明治11年 稲永新田              | 寛政村                     | 寛政村                             | 明治39年5月10日 小碓村       | 明治40年7月16日 名古屋市に編入 | 名古屋市                            | 名古屋市                           | 名古屋市                            | 名古屋市                     | 名古屋市                     | 名古屋市 |
| 永徳新田              | 永徳新田              | 永徳新田              | 明治11年 稲永新田              | 寛政村                     | 寛政村                             | 明治39年5月10日 小碓村       | 明治40年7月16日 名古屋市に編入 | 名古屋市                            | 名古屋市                           | 名古屋市                            | 名古屋市                     | 名古屋市                     | 名古屋市 |
| 作良新田              | 作良新田              | 明治9年 千年村        | 千年村                         | 宝田村                     | 宝田村                             | 明治39年5月10日 小碓村       | 明治40年7月16日 名古屋市に編入 | 名古屋市                            | 名古屋市                           | 名古屋市                            | 名古屋市                     | 名古屋市                     | 名古屋市 |
| 船方新田              |                       | 明治9年 千年村        | 千年村                         | 宝田村                     | 宝田村                             | 明治39年5月10日 小碓村       | 明治40年7月16日 名古屋市に編入 | 名古屋市                            | 名古屋市                           | 名古屋市                            | 名古屋市                     | 名古屋市                     | 名古屋市 |
| 熱田新田              | 熱田新田              | 明治9年 熱田新田東組  | 熱田新田東組                   | 宝田村                     | 宝田村                             | 明治39年5月10日 小碓村       | 明治40年7月16日 名古屋市に編入 | 名古屋市                            | 名古屋市                           | 名古屋市                            | 名古屋市                     | 名古屋市                     | 名古屋市 |
| 熱田新田              | 熱田新田              | 明治9年 熱田新田西組  | 熱田新田西組                   | 明徳村                     | 明徳村                             | 明治39年5月10日 小碓村       | 小碓村                         | 大正10年8月22日 名古屋市南区 に編入 | 名古屋市                           | 名古屋市                            | 名古屋市                     | 名古屋市                     | 名古屋市 |
| 熱田古堤亥新田        | 熱田古堤亥新田        | 熱田古堤亥新田        | 明治11年 熱田新田西組 に合併   | 明徳村                     | 明徳村                             | 明治39年5月10日 小碓村       | 小碓村                         | 大正10年8月22日 名古屋市南区 に編入 | 名古屋市                           | 名古屋市                            | 名古屋市                     | 名古屋市                     | 名古屋市 |
| 当知新田              | 当知新田              | 当知新田              | 当知新田                       | 明徳村                     | 明徳村                             | 明治39年5月10日 小碓村       | 小碓村                         | 大正10年8月22日 名古屋市南区 に編入 | 名古屋市                           | 名古屋市                            | 名古屋市                     | 名古屋市                     | 名古屋市 |
| 土古山新田            | 土古山新田            | 土古山新田            | 土古山新田                     | 明徳村                     | 明徳村                             | 明治39年5月10日 小碓村       | 小碓村                         | 大正10年8月22日 名古屋市南区 に編入 | 名古屋市                           | 名古屋市                            | 名古屋市                     | 名古屋市                     | 名古屋市 |
| 二女子村              | 二女子村              | 二女子村              | 明治11年 八幡村                | 八幡村                     | 八幡村                             | 八幡村                       | 八幡村                         | 大正10年8月22日 名古屋市南区 に編入 | 名古屋市                           | 名古屋市                            | 名古屋市                     | 名古屋市                     | 名古屋市 |
| 五女子村              | 五女子村              | 五女子村              | 明治11年 八幡村                | 八幡村                     | 八幡村                             | 八幡村                       | 八幡村                         | 大正10年8月22日 名古屋市南区 に編入 | 名古屋市                           | 名古屋市                            | 名古屋市                     | 名古屋市                     | 名古屋市 |
| 牛立村                | 牛立村                | 牛立村                | 明治11年 野立村                | 八幡村                     | 八幡村                             | 八幡村                       | 八幡村                         | 大正10年8月22日 名古屋市南区 に編入 | 名古屋市                           | 名古屋市                            | 名古屋市                     | 名古屋市                     | 名古屋市 |
| 中野村                | 中野村                | 中野村                | 明治11年 野立村                | 八幡村                     | 八幡村                             | 八幡村                       | 八幡村                         | 大正10年8月22日 名古屋市南区 に編入 | 名古屋市                           | 名古屋市                            | 名古屋市                     | 名古屋市                     | 名古屋市 |
| 中野外新田            | 中野外新田            | 中野外新田            | 中野外新田                     | 八幡村                     | 八幡村                             | 八幡村                       | 八幡村                         | 大正10年8月22日 名古屋市南区 に編入 | 名古屋市                           | 名古屋市                            | 名古屋市                     | 名古屋市                     | 名古屋市 |
| 古渡村                | 古渡村                | 明治9年 西古渡村      | 西古渡村                       | 八幡村                     | 八幡村                             | 八幡村                       | 八幡村                         | 大正10年8月22日 名古屋市南区 に編入 | 名古屋市                           | 名古屋市                            | 名古屋市                     | 名古屋市                     | 名古屋市 |
| 古渡村                | 古渡村                | 明治9年 東古渡村      | 東古渡村                       | 古沢村                     | 明治31年8月22日 名古屋市に編入     | 名古屋市                     | 名古屋市                       | 名古屋市                            | 名古屋市                           | 名古屋市                            | 名古屋市                     | 名古屋市                     | 名古屋市 |
| 熱田村                | （残部）              | 熱田村                | 明治11年 東熱田村              | 古沢村                     | 明治31年8月22日 熱田町に編入       | 熱田町                       | 明治40年6月1日 名古屋市に編入  | 名古屋市                            | 名古屋市                           | 名古屋市                            | 名古屋市                     | 名古屋市                     | 名古屋市 |
| 熱田村                | （残部）              | 熱田村                | 明治11年 西熱田村              | 熱田町                     | 熱田町                             | 熱田町                       | 明治40年6月1日 名古屋市に編入  | 名古屋市                            | 名古屋市                           | 名古屋市                            | 名古屋市                     | 名古屋市                     | 名古屋市 |
| 熱田村                | （一部）              | 熱田村                | 明治11年 熱田町                | 熱田町                     | 熱田町                             | 熱田町                       | 明治40年6月1日 名古屋市に編入  | 名古屋市                            | 名古屋市                           | 名古屋市                            | 名古屋市                     | 名古屋市                     | 名古屋市 |
| 熱田町                | 熱田町                | 熱田町                | 明治11年 熱田町                | 熱田町                     | 熱田町                             | 熱田町                       | 明治40年6月1日 名古屋市に編入  | 名古屋市                            | 名古屋市                           | 名古屋市                            | 名古屋市                     | 名古屋市                     | 名古屋市 |
| 熱田仁右衛門新田      | 熱田仁右衛門新田      | 熱田仁右衛門新田      | 明治11年 西熱田村 に合併       | 熱田町                     | 熱田町                             | 熱田町                       | 明治40年6月1日 名古屋市に編入  | 名古屋市                            | 名古屋市                           | 名古屋市                            | 名古屋市                     | 名古屋市                     | 名古屋市 |
| 名古屋城下            | 名古屋城下            | 名古屋城下            | 明治11年 名古屋区              | 名古屋市                   | 名古屋市                           | 名古屋市                     | 名古屋市                       | 名古屋市                            | 名古屋市                           | 名古屋市                            | 名古屋市                     | 名古屋市                     | 名古屋市 |
| 名古屋村              | （一部）              | 名古屋村              | 明治11年 名古屋区              | 名古屋市                   | 名古屋市                           | 名古屋市                     | 名古屋市                       | 名古屋市                            | 名古屋市                           | 名古屋市                            | 名古屋市                     | 名古屋市                     | 名古屋市 |
| 名古屋村              | （残部）              | 名古屋村              | 明治11年 上名古屋村            | 西春日井郡金城村           | 西春日井郡金城村                   | 西春日井郡金城村             | 西春日井郡金城村               | 大正10年8月22日 名古屋市西区 に編入 | 名古屋市                           | 名古屋市                            | 名古屋市                     | 名古屋市                     | 名古屋市 |
| 名古屋村              | （残部）              | 名古屋村              | 明治11年 上名古屋村            | 西春日井郡杉村             | 西春日井郡杉村                     | 西春日井郡杉村               | 西春日井郡杉村                 | 大正10年8月22日 名古屋市東区 に編入 | 名古屋市                           | 名古屋市                            | 名古屋市                     | 名古屋市                     | 名古屋市 |
| 名古屋村              | （残部）              | 名古屋村              | 明治11年 下名古屋村            | 那古野村                   | 明治31年8月22日 名古屋市に編入     | 名古屋市                     | 名古屋市                       | 名古屋市                            | 名古屋市                           | 名古屋市                            | 名古屋市                     | 名古屋市                     | 名古屋市 |
| 広井村                | 広井村                | 広井村                | 広井村                         | 那古野村                   | 明治31年8月22日 名古屋市に編入     | 名古屋市                     | 名古屋市                       | 名古屋市                            | 名古屋市                           | 名古屋市                            | 名古屋市                     | 名古屋市                     | 名古屋市 |
| 押切村                | （残部）              | 押切村                | 明治11年 南押切村              | 那古野村                   | 明治31年8月22日 名古屋市に編入     | 名古屋市                     | 名古屋市                       | 名古屋市                            | 名古屋市                           | 名古屋市                            | 名古屋市                     | 名古屋市                     | 名古屋市 |
| 押切村                | （残部）              | 押切村                | 明治11年 北押切村              | 西春日井郡金城村           | 西春日井郡金城村                   | 西春日井郡金城村             | 西春日井郡金城村               | 大正10年8月22日 名古屋市西区 に編入 | 名古屋市                           | 名古屋市                            | 名古屋市                     | 名古屋市                     | 名古屋市 |
| 押切村                | （一部）              | 押切村                | 明治11年 名古屋区              | 名古屋市                   | 名古屋市                           | 名古屋市                     | 名古屋市                       | 名古屋市                            | 名古屋市                           | 名古屋市                            | 名古屋市                     | 名古屋市                     | 名古屋市 |
| 名古屋新田            | （残部）              | 名古屋新田            | 明治11年 名古屋区              | 名古屋市                   | 名古屋市                           | 名古屋市                     | 名古屋市                       | 名古屋市                            | 名古屋市                           | 名古屋市                            | 名古屋市                     | 名古屋市                     | 名古屋市 |
| 前津小林村            | 前津小林村            | 前津小林村            | 前津小林村                     | 御器所村                   | 明治29年3月25日 名古屋市に編入     | 名古屋市                     | 名古屋市                       | 名古屋市                            | 名古屋市                           | 名古屋市                            | 名古屋市                     | 名古屋市                     | 名古屋市 |
| 名古屋新田            | （一部）              | 明治9年 常盤村        | 常盤村                         | 御器所村                   | 御器所村                           | 明治39年5月10日 御器所村     | 明治39年5月10日 御器所村       | 大正10年8月22日 名古屋市中区 に編入 | 名古屋市                           | 名古屋市                            | 名古屋市                     | 名古屋市                     | 名古屋市 |
| 御器所村              |                       | 明治9年 常盤村        | 常盤村                         | 御器所村                   | 御器所村                           | 明治39年5月10日 御器所村     | 明治39年5月10日 御器所村       | 大正10年8月22日 名古屋市中区 に編入 | 名古屋市                           | 名古屋市                            | 名古屋市                     | 名古屋市                     | 名古屋市 |
| 石仏村                | 石仏村                | 明治9年 常盤村        | 明治11年 広路村                | 広路村                     | 広路村                             | 明治39年5月10日 御器所村     | 明治39年5月10日 御器所村       | 大正10年8月22日 名古屋市中区 に編入 | 名古屋市                           | 名古屋市                            | 名古屋市                     | 名古屋市                     | 名古屋市 |
| 川名村                | 川名村                | 川名村                | 明治11年 広路村                | 広路村                     | 広路村                             | 明治39年5月10日 御器所村     | 明治39年5月10日 御器所村       | 大正10年8月22日 名古屋市中区 に編入 | 名古屋市                           | 名古屋市                            | 名古屋市                     | 名古屋市                     | 名古屋市 |
| 伊勝村                | 伊勝村                | 伊勝村                | 明治11年 広路村                | 広路村                     | 広路村                             | 明治39年5月10日 御器所村     | 明治39年5月10日 御器所村       | 大正10年8月22日 名古屋市中区 に編入 | 名古屋市                           | 名古屋市                            | 名古屋市                     | 名古屋市                     | 名古屋市 |
| 五軒屋村              | 五軒屋村              | 五軒屋村              | 明治11年 広路村                | 広路村                     | 広路村                             | 明治39年5月10日 御器所村     | 明治39年5月10日 御器所村       | 大正10年8月22日 名古屋市中区 に編入 | 名古屋市                           | 名古屋市                            | 名古屋市                     | 名古屋市                     | 名古屋市 |
| 藤成新田              | 藤成新田              | 藤成新田              | 明治11年 広路村                | 広路村                     | 広路村                             | 明治39年5月10日 御器所村     | 明治39年5月10日 御器所村       | 大正10年8月22日 名古屋市中区 に編入 | 名古屋市                           | 名古屋市                            | 名古屋市                     | 名古屋市                     | 名古屋市 |
| 牧野村                | 牧野村                | 牧野村                | 牧野村                         | 笈瀬村                     | 明治37年12月10日 町制・改称 愛知町 | 愛知町                       | 愛知町                         | 大正10年8月22日 名古屋市中区 に編入 | 名古屋市                           | 名古屋市                            | 名古屋市                     | 名古屋市                     | 名古屋市 |
| 平野村                | 平野村                | 平野村                | 平野村                         | 笈瀬村                     | 明治37年12月10日 町制・改称 愛知町 | 愛知町                       | 愛知町                         | 大正10年8月22日 名古屋市中区 に編入 | 名古屋市                           | 名古屋市                            | 名古屋市                     | 名古屋市                     | 名古屋市 |
| 北一色村              | 北一色村              | 北一色村              | 北一色村                       | 笈瀬村                     | 明治37年12月10日 町制・改称 愛知町 | 愛知町                       | 愛知町                         | 大正10年8月22日 名古屋市中区 に編入 | 名古屋市                           | 名古屋市                            | 名古屋市                     | 名古屋市                     | 名古屋市 |
| 米野村                | 米野村                | 米野村                | 米野村                         | 笈瀬村                     | 明治37年12月10日 町制・改称 愛知町 | 愛知町                       | 愛知町                         | 大正10年8月22日 名古屋市中区 に編入 | 名古屋市                           | 名古屋市                            | 名古屋市                     | 名古屋市                     | 名古屋市 |
| 露橋村                | 露橋村                | 露橋村                | 露橋村                         | 笈瀬村                     | 明治37年12月10日 町制・改称 愛知町 | 愛知町                       | 愛知町                         | 大正10年8月22日 名古屋市中区 に編入 | 名古屋市                           | 名古屋市                            | 名古屋市                     | 名古屋市                     | 名古屋市 |
| 日置村                | 日置村                | 日置村                | 日置村                         | 笈瀬村                     | 明治37年12月10日 町制・改称 愛知町 | 愛知町                       | 愛知町                         | 大正10年8月22日 名古屋市中区 に編入 | 名古屋市                           | 名古屋市                            | 名古屋市                     | 名古屋市                     | 名古屋市 |
| 岩塚村                | 岩塚村                | 岩塚村                | 岩塚村                         | 岩塚村                     | 岩塚村                             | 明治39年5月10日 常磐村       | 明治39年5月10日 常磐村         | 大正10年8月22日 名古屋市中区 に編入 | 名古屋市                           | 名古屋市                            | 名古屋市                     | 名古屋市                     | 名古屋市 |
| 烏森村                | 烏森村                | 烏森村                | 烏森村                         | 柳森村                     | 柳森村                             | 明治39年5月10日 常磐村       | 明治39年5月10日 常磐村         | 大正10年8月22日 名古屋市中区 に編入 | 名古屋市                           | 名古屋市                            | 名古屋市                     | 名古屋市                     | 名古屋市 |
| 八田村                | 八田村                | 八田村                | 八田村                         | 柳森村                     | 柳森村                             | 明治39年5月10日 常磐村       | 明治39年5月10日 常磐村         | 大正10年8月22日 名古屋市中区 に編入 | 名古屋市                           | 名古屋市                            | 名古屋市                     | 名古屋市                     | 名古屋市 |
| 万町村                | 万町村                | 万町村                | 万町村                         | 柳森村                     | 柳森村                             | 明治39年5月10日 常磐村       | 明治39年5月10日 常磐村         | 大正10年8月22日 名古屋市中区 に編入 | 名古屋市                           | 名古屋市                            | 名古屋市                     | 名古屋市                     | 名古屋市 |
| 高須賀村              | 高須賀村              | 高須賀村              | 高須賀村                       | 柳森村                     | 柳森村                             | 明治39年5月10日 常磐村       | 明治39年5月10日 常磐村         | 大正10年8月22日 名古屋市中区 に編入 | 名古屋市                           | 名古屋市                            | 名古屋市                     | 名古屋市                     | 名古屋市 |
| 丸米野村              | 丸米野村              | 丸米野村              | 明治11年 篠原村                | 松葉村                     | 松葉村                             | 明治39年5月10日 常磐村       | 明治39年5月10日 常磐村         | 大正10年8月22日 名古屋市中区 に編入 | 名古屋市                           | 名古屋市                            | 名古屋市                     | 名古屋市                     | 名古屋市 |
| 八ツ屋村              | 八ツ屋村              | 八ツ屋村              | 明治11年 篠原村                | 松葉村                     | 松葉村                             | 明治39年5月10日 常磐村       | 明治39年5月10日 常磐村         | 大正10年8月22日 名古屋市中区 に編入 | 名古屋市                           | 名古屋市                            | 名古屋市                     | 名古屋市                     | 名古屋市 |
| 長良村                | 長良村                | 長良村                | 長良村                         | 松葉村                     | 松葉村                             | 明治39年5月10日 常磐村       | 明治39年5月10日 常磐村         | 大正10年8月22日 名古屋市中区 に編入 | 名古屋市                           | 名古屋市                            | 名古屋市                     | 名古屋市                     | 名古屋市 |
| 四女子村              | 四女子村              | 四女子村              | 四女子村                       | 松葉村                     | 松葉村                             | 明治39年5月10日 常磐村       | 明治39年5月10日 常磐村         | 大正10年8月22日 名古屋市中区 に編入 | 名古屋市                           | 名古屋市                            | 名古屋市                     | 名古屋市                     | 名古屋市 |
| 小塚村                | 小塚村                | 小塚村                | 明治11年 小本村                | 松葉村                     | 松葉村                             | 明治39年5月10日 常磐村       | 明治39年5月10日 常磐村         | 大正10年8月22日 名古屋市中区 に編入 | 名古屋市                           | 名古屋市                            | 名古屋市                     | 名古屋市                     | 名古屋市 |
| 七女子村              | 七女子村              | 七女子村              | 明治11年 小本村                | 松葉村                     | 松葉村                             | 明治39年5月10日 常磐村       | 明治39年5月10日 常磐村         | 大正10年8月22日 名古屋市中区 に編入 | 名古屋市                           | 名古屋市                            | 名古屋市                     | 名古屋市                     | 名古屋市 |
| 本郷村                | 本郷村                | 本郷村                | 明治11年 小本村                | 松葉村                     | 松葉村                             | 明治39年5月10日 常磐村       | 明治39年5月10日 常磐村         | 大正10年8月22日 名古屋市中区 に編入 | 名古屋市                           | 名古屋市                            | 名古屋市                     | 名古屋市                     | 名古屋市 |
| 栄村                  | 栄村                  | 栄村                  | 栄村                           | 鷹場村                     | 鷹場村                             | 明治39年5月10日 中村         | 明治39年5月10日 中村           | 大正10年8月22日 名古屋市西区 に編入 | 名古屋市                           | 名古屋市                            | 名古屋市                     | 名古屋市                     | 名古屋市 |
| 中野高畑村            | 中野高畑村            | 中野高畑村            | 明治11年 則武村                | 鷹場村                     | 鷹場村                             | 明治39年5月10日 中村         | 明治39年5月10日 中村           | 大正10年8月22日 名古屋市西区 に編入 | 名古屋市                           | 名古屋市                            | 名古屋市                     | 名古屋市                     | 名古屋市 |
| 中島村                | 中島村                | 中島村                | 明治11年 則武村                | 鷹場村                     | 鷹場村                             | 明治39年5月10日 中村         | 明治39年5月10日 中村           | 大正10年8月22日 名古屋市西区 に編入 | 名古屋市                           | 名古屋市                            | 名古屋市                     | 名古屋市                     | 名古屋市 |
| 大秋村                | 大秋村                | 大秋村                | 明治11年 則武村                | 鷹場村                     | 鷹場村                             | 明治39年5月10日 中村         | 明治39年5月10日 中村           | 大正10年8月22日 名古屋市西区 に編入 | 名古屋市                           | 名古屋市                            | 名古屋市                     | 名古屋市                     | 名古屋市 |
| 日比津村              | 日比津村              | 日比津村              | 日比津村                       | 日比津村                   | 日比津村                           | 明治39年5月10日 中村         | 明治39年5月10日 中村           | 大正10年8月22日 名古屋市西区 に編入 | 名古屋市                           | 名古屋市                            | 名古屋市                     | 名古屋市                     | 名古屋市 |
| 稲葉地村              | 稲葉地村              | 稲葉地村              | 稲葉地村                       | 織豊村                     | 織豊村                             | 明治39年5月10日 中村         | 明治39年5月10日 中村           | 大正10年8月22日 名古屋市西区 に編入 | 名古屋市                           | 名古屋市                            | 名古屋市                     | 名古屋市                     | 名古屋市 |
| 上中村                | 上中村                | 上中村                | 上中村                         | 織豊村                     | 織豊村                             | 明治39年5月10日 中村         | 明治39年5月10日 中村           | 大正10年8月22日 名古屋市西区 に編入 | 名古屋市                           | 名古屋市                            | 名古屋市                     | 名古屋市                     | 名古屋市 |
| 下中村                | 下中村                | 下中村                | 下中村                         | 織豊村                     | 織豊村                             | 明治39年5月10日 中村         | 明治39年5月10日 中村           | 大正10年8月22日 名古屋市西区 に編入 | 名古屋市                           | 名古屋市                            | 名古屋市                     | 名古屋市                     | 名古屋市 |
| 丸山村                | 丸山村                | 明治9年 田代村        | 田代村                         | 田代村                     | 田代村                             | 明治39年5月10日 東山村       | 明治39年5月10日 東山村         | 大正10年8月22日 名古屋市東区 に編入 | 名古屋市                           | 名古屋市                            | 名古屋市                     | 名古屋市                     | 名古屋市 |
| 末森村                |                       | 明治9年 田代村        | 田代村                         | 田代村                     | 田代村                             | 明治39年5月10日 東山村       | 明治39年5月10日 東山村         | 大正10年8月22日 名古屋市東区 に編入 | 名古屋市                           | 名古屋市                            | 名古屋市                     | 名古屋市                     | 名古屋市 |
| 上野新田              |                       | 明治9年 田代村        | 田代村                         | 田代村                     | 田代村                             | 明治39年5月10日 東山村       | 明治39年5月10日 東山村         | 大正10年8月22日 名古屋市東区 に編入 | 名古屋市                           | 名古屋市                            | 名古屋市                     | 名古屋市                     | 名古屋市 |
| 春日井郡 鍋屋上野村   | （一部）              | 春日井郡 鍋屋上野村   | 明治13年 西春日井郡 鍋屋上野村 | 鍋屋上野村                 | 鍋屋上野村                         | 明治39年5月10日 東山村       | 明治39年5月10日 東山村         | 大正10年8月22日 名古屋市東区 に編入 | 名古屋市                           | 名古屋市                            | 名古屋市                     | 名古屋市                     | 名古屋市 |
| 春日井郡 鍋屋上野村   | （一部）              | 明治9年 千種村        | 千種村                         | 鍋屋上野村                 | 鍋屋上野村                         | 明治39年5月10日 東山村       | 明治39年5月10日 東山村         | 大正10年8月22日 名古屋市東区 に編入 | 名古屋市                           | 名古屋市                            | 名古屋市                     | 名古屋市                     | 名古屋市 |
| 古井村                | 古井村                | 明治9年 千種村        | 千種村                         | 千種村                     | 明治35年2月13日 町制 千種町        | 千種町                       | 千種町                         | 大正10年8月22日 名古屋市東区 に編入 | 名古屋市                           | 名古屋市                            | 名古屋市                     | 名古屋市                     | 名古屋市 |
| 名古屋新田            | （一部）              | 明治9年 千種村        | 千種村                         | 千種村                     | 明治35年2月13日 町制 千種町        | 千種町                       | 千種町                         | 大正10年8月22日 名古屋市東区 に編入 | 名古屋市                           | 名古屋市                            | 名古屋市                     | 名古屋市                     | 名古屋市 |
| 名古屋新田            | （一部）              | 明治9年 瑞穂村        | 瑞穂村                         | 瑞穂村                     | 瑞穂村                             | 明治39年5月10日 呼続町       | 明治39年5月10日 呼続町         | 大正10年8月22日 名古屋市南区 に編入 | 名古屋市                           | 名古屋市                            | 名古屋市                     | 名古屋市                     | 名古屋市 |
| 本井戸田村            |                       | 明治9年 瑞穂村        | 瑞穂村                         | 瑞穂村                     | 瑞穂村                             | 明治39年5月10日 呼続町       | 明治39年5月10日 呼続町         | 大正10年8月22日 名古屋市南区 に編入 | 名古屋市                           | 名古屋市                            | 名古屋市                     | 名古屋市                     | 名古屋市 |
| 北井戸田村            |                       | 明治9年 瑞穂村        | 瑞穂村                         | 瑞穂村                     | 瑞穂村                             | 明治39年5月10日 呼続町       | 明治39年5月10日 呼続町         | 大正10年8月22日 名古屋市南区 に編入 | 名古屋市                           | 名古屋市                            | 名古屋市                     | 名古屋市                     | 名古屋市 |
| 本願寺外新田          |                       | 明治9年 瑞穂村        | 瑞穂村                         | 瑞穂村                     | 瑞穂村                             | 明治39年5月10日 呼続町       | 明治39年5月10日 呼続町         | 大正10年8月22日 名古屋市南区 に編入 | 名古屋市                           | 名古屋市                            | 名古屋市                     | 名古屋市                     | 名古屋市 |
| 本願寺村              |                       | 明治9年 瑞穂村        | 瑞穂村                         | 瑞穂村                     | 瑞穂村                             | 明治39年5月10日 呼続町       | 明治39年5月10日 呼続町         | 大正10年8月22日 名古屋市南区 に編入 | 名古屋市                           | 名古屋市                            | 名古屋市                     | 名古屋市                     | 名古屋市 |
| 大喜村                |                       | 明治9年 瑞穂村        | 瑞穂村                         | 瑞穂村                     | 瑞穂村                             | 明治39年5月10日 呼続町       | 明治39年5月10日 呼続町         | 大正10年8月22日 名古屋市南区 に編入 | 名古屋市                           | 名古屋市                            | 名古屋市                     | 名古屋市                     | 名古屋市 |
| 高田村                |                       | 明治9年 瑞穂村        | 瑞穂村                         | 瑞穂村                     | 瑞穂村                             | 明治39年5月10日 呼続町       | 明治39年5月10日 呼続町         | 大正10年8月22日 名古屋市南区 に編入 | 名古屋市                           | 名古屋市                            | 名古屋市                     | 名古屋市                     | 名古屋市 |
| 巾着新田              | 巾着新田              | 巾着新田              | 明治11年 豊田村                | 呼続村                     | 明治30年7月12日 町制 呼続町        | 明治39年5月10日 呼続町       | 明治39年5月10日 呼続町         | 大正10年8月22日 名古屋市南区 に編入 | 名古屋市                           | 名古屋市                            | 名古屋市                     | 名古屋市                     | 名古屋市 |
| 熱田酉改亥新田        | 熱田酉改亥新田        | 熱田酉改亥新田        | 明治11年 豊田村                | 呼続村                     | 明治30年7月12日 町制 呼続町        | 明治39年5月10日 呼続町       | 明治39年5月10日 呼続町         | 大正10年8月22日 名古屋市南区 に編入 | 名古屋市                           | 名古屋市                            | 名古屋市                     | 名古屋市                     | 名古屋市 |
| 熱田伝馬亥巳新田      | 熱田伝馬亥巳新田      | 熱田伝馬亥巳新田      | 明治11年 豊田村                | 呼続村                     | 明治30年7月12日 町制 呼続町        | 明治39年5月10日 呼続町       | 明治39年5月10日 呼続町         | 大正10年8月22日 名古屋市南区 に編入 | 名古屋市                           | 名古屋市                            | 名古屋市                     | 名古屋市                     | 名古屋市 |
| 道徳新田              | 道徳新田              | 道徳新田              | 明治11年 豊田村                | 呼続村                     | 明治30年7月12日 町制 呼続町        | 明治39年5月10日 呼続町       | 明治39年5月10日 呼続町         | 大正10年8月22日 名古屋市南区 に編入 | 名古屋市                           | 名古屋市                            | 名古屋市                     | 名古屋市                     | 名古屋市 |
| 紀左衛門新田          | 紀左衛門新田          | 紀左衛門新田          | 明治11年 豊田村                | 呼続村                     | 明治30年7月12日 町制 呼続町        | 明治39年5月10日 呼続町       | 明治39年5月10日 呼続町         | 大正10年8月22日 名古屋市南区 に編入 | 名古屋市                           | 名古屋市                            | 名古屋市                     | 名古屋市                     | 名古屋市 |
| 長三郎新田            | 長三郎新田            | 長三郎新田            | 明治11年 豊田村                | 呼続村                     | 明治30年7月12日 町制 呼続町        | 明治39年5月10日 呼続町       | 明治39年5月10日 呼続町         | 大正10年8月22日 名古屋市南区 に編入 | 名古屋市                           | 名古屋市                            | 名古屋市                     | 名古屋市                     | 名古屋市 |
| 図書新田              | 図書新田              | 図書新田              | 明治11年 豊田村                | 呼続村                     | 明治30年7月12日 町制 呼続町        | 明治39年5月10日 呼続町       | 明治39年5月10日 呼続町         | 大正10年8月22日 名古屋市南区 に編入 | 名古屋市                           | 名古屋市                            | 名古屋市                     | 名古屋市                     | 名古屋市 |
| 道徳前新田            | 道徳前新田            | 道徳前新田            | 明治11年 豊田村                | 呼続村                     | 明治30年7月12日 町制 呼続町        | 明治39年5月10日 呼続町       | 明治39年5月10日 呼続町         | 大正10年8月22日 名古屋市南区 に編入 | 名古屋市                           | 名古屋市                            | 名古屋市                     | 名古屋市                     | 名古屋市 |
| 戸部下新田            | 戸部下新田            | 戸部下新田            | 明治11年 豊田村                | 呼続村                     | 明治30年7月12日 町制 呼続町        | 明治39年5月10日 呼続町       | 明治39年5月10日 呼続町         | 大正10年8月22日 名古屋市南区 に編入 | 名古屋市                           | 名古屋市                            | 名古屋市                     | 名古屋市                     | 名古屋市 |
| 忠治新田              | 忠治新田              | 忠治新田              | 明治11年 豊田村                | 呼続村                     | 明治30年7月12日 町制 呼続町        | 明治39年5月10日 呼続町       | 明治39年5月10日 呼続町         | 大正10年8月22日 名古屋市南区 に編入 | 名古屋市                           | 名古屋市                            | 名古屋市                     | 名古屋市                     | 名古屋市 |
| 熱田古伝馬新田        | 熱田古伝馬新田        | 熱田古伝馬新田        | 明治11年 豊田村                | 呼続村                     | 明治30年7月12日 町制 呼続町        | 明治39年5月10日 呼続町       | 明治39年5月10日 呼続町         | 大正10年8月22日 名古屋市南区 に編入 | 名古屋市                           | 名古屋市                            | 名古屋市                     | 名古屋市                     | 名古屋市 |
| 氷室新田              | 氷室新田              | 氷室新田              | 明治11年 豊田村                | 呼続村                     | 明治30年7月12日 町制 呼続町        | 明治39年5月10日 呼続町       | 明治39年5月10日 呼続町         | 大正10年8月22日 名古屋市南区 に編入 | 名古屋市                           | 名古屋市                            | 名古屋市                     | 名古屋市                     | 名古屋市 |
| 戸部村                | 戸部村                | 戸部村                | 明治11年 千竈村                | 呼続村                     | 明治30年7月12日 町制 呼続町        | 明治39年5月10日 呼続町       | 明治39年5月10日 呼続町         | 大正10年8月22日 名古屋市南区 に編入 | 名古屋市                           | 名古屋市                            | 名古屋市                     | 名古屋市                     | 名古屋市 |
| 山崎村                | 山崎村                | 山崎村                | 明治11年 千竈村                | 呼続村                     | 明治30年7月12日 町制 呼続町        | 明治39年5月10日 呼続町       | 明治39年5月10日 呼続町         | 大正10年8月22日 名古屋市南区 に編入 | 名古屋市                           | 名古屋市                            | 名古屋市                     | 名古屋市                     | 名古屋市 |
| 桜村                  | 桜村                  | 桜村                  | 明治11年 千竈村                | 呼続村                     | 明治30年7月12日 町制 呼続町        | 明治39年5月10日 呼続町       | 明治39年5月10日 呼続町         | 大正10年8月22日 名古屋市南区 に編入 | 名古屋市                           | 名古屋市                            | 名古屋市                     | 名古屋市                     | 名古屋市 |
| 新屋敷村              | 新屋敷村              | 新屋敷村              | 明治11年 千竈村                | 呼続村                     | 明治30年7月12日 町制 呼続町        | 明治39年5月10日 呼続町       | 明治39年5月10日 呼続町         | 大正10年8月22日 名古屋市南区 に編入 | 名古屋市                           | 名古屋市                            | 名古屋市                     | 名古屋市                     | 名古屋市 |
| 中根村                | 中根村                | 中根村                | 明治11年 弥富村                | 弥富村                     | 弥富村                             | 明治39年5月10日 呼続町       | 明治39年5月10日 呼続町         | 大正10年8月22日 名古屋市南区 に編入 | 名古屋市                           | 名古屋市                            | 名古屋市                     | 名古屋市                     | 名古屋市 |
| 八事村                | 八事村                | 八事村                | 明治11年 弥富村                | 弥富村                     | 弥富村                             | 明治39年5月10日 天白村       | 明治39年5月10日 天白村         | 天白村                              | 昭和3年3月3日 名古屋市に編入       | 名古屋市                            | 名古屋市                     | 名古屋市                     | 名古屋市 |
| 名古屋新田            | （一部）              | 名古屋新田            | 明治11年 弥富村                | 弥富村                     | 弥富村                             | 明治39年5月10日 天白村       | 明治39年5月10日 天白村         | 天白村                              | 昭和3年3月3日 名古屋市に編入       | 名古屋市                            | 名古屋市                     | 名古屋市                     | 名古屋市 |
| 島田村                | 島田村                | 島田村                | 島田村                         | 島野村                     | 島野村                             | 明治39年5月10日 天白村       | 明治39年5月10日 天白村         | 天白村                              | 天白村                             | 昭和30年4月5日 名古屋市昭和区に編入 | 名古屋市                     | 名古屋市                     | 名古屋市 |
| 野並村                | 野並村                | 野並村                | 野並村                         | 島野村                     | 島野村                             | 明治39年5月10日 天白村       | 明治39年5月10日 天白村         | 天白村                              | 天白村                             | 昭和30年4月5日 名古屋市昭和区に編入 | 名古屋市                     | 名古屋市                     | 名古屋市 |
| 植田村                | 植田村                | 植田村                | 植田村                         | 植田村                     | 植田村                             | 明治39年5月10日 天白村       | 明治39年5月10日 天白村         | 天白村                              | 天白村                             | 昭和30年4月5日 名古屋市昭和区に編入 | 名古屋市                     | 名古屋市                     | 名古屋市 |
| 平針村                | 平針村                | 平針村                | 平針村                         | 平針村                     | 平針村                             | 明治39年5月10日 天白村       | 明治39年5月10日 天白村         | 天白村                              | 天白村                             | 昭和30年4月5日 名古屋市昭和区に編入 | 名古屋市                     | 名古屋市                     | 名古屋市 |
| 下之一色村            | 下之一色村            | 下之一色村            | 下之一色村                     | 下之一色村                 | 下之一色村                         | 下之一色村                   | 下之一色村                     | 大正6年7月6日 町制 下之一色町       | 昭和12年3月1日 名古屋市南区 に編入 | 名古屋市                            | 名古屋市                     | 名古屋市                     | 名古屋市 |
| 高針村                | 高針村                | 高針村                | 高針村                         | 高社村                     | 高社村                             | 明治39年5月10日 猪高村       | 明治39年5月10日 猪高村         | 猪高村                              | 猪高村                             | 昭和30年4月5日 名古屋市千種区に編入 | 名古屋市                     | 名古屋市                     | 名古屋市 |
| 一色村                | 一色村                | 一色村                | 明治11年 一社村                | 高社村                     | 高社村                             | 明治39年5月10日 猪高村       | 明治39年5月10日 猪高村         | 猪高村                              | 猪高村                             | 昭和30年4月5日 名古屋市千種区に編入 | 名古屋市                     | 名古屋市                     | 名古屋市 |
| 下社村                | 下社村                | 下社村                | 明治11年 一社村                | 高社村                     | 高社村                             | 明治39年5月10日 猪高村       | 明治39年5月10日 猪高村         | 猪高村                              | 猪高村                             | 昭和30年4月5日 名古屋市千種区に編入 | 名古屋市                     | 名古屋市                     | 名古屋市 |
| 上社村                | 上社村                | 上社村                | 上社村                         | 高社村                     | 高社村                             | 明治39年5月10日 猪高村       | 明治39年5月10日 猪高村         | 猪高村                              | 猪高村                             | 昭和30年4月5日 名古屋市千種区に編入 | 名古屋市                     | 名古屋市                     | 名古屋市 |
| 猪子石村              | 猪子石村              | 猪子石村              | 猪子石村                       | 猪子石村                   | 猪子石村                           | 明治39年5月10日 猪高村       | 明治39年5月10日 猪高村         | 猪高村                              | 猪高村                             | 昭和30年4月5日 名古屋市千種区に編入 | 名古屋市                     | 名古屋市                     | 名古屋市 |
| 藤森村                | 藤森村                | 藤森村                | 藤森村                         | 猪子石村                   | 猪子石村                           | 明治39年5月10日 猪高村       | 明治39年5月10日 猪高村         | 猪高村                              | 猪高村                             | 昭和30年4月5日 名古屋市千種区に編入 | 名古屋市                     | 名古屋市                     | 名古屋市 |
| 東春日井郡 猪子石原村 | 東春日井郡 猪子石原村 | 東春日井郡 猪子石原村 | 東春日井郡 猪子石原村          | 猪子石村                   | 猪子石村                           | 明治39年5月10日 猪高村       | 明治39年5月10日 猪高村         | 猪高村                              | 猪高村                             | 昭和30年4月5日 名古屋市千種区に編入 | 名古屋市                     | 名古屋市                     | 名古屋市 |
| 鳴海村                | 鳴海村                | 鳴海村                | 鳴海村                         | 鳴海町                     | 鳴海町                             | 鳴海町                       | 鳴海町                         | 鳴海町                              | 鳴海町                             | 昭和38年4月1日 名古屋市緑区に編入   | 名古屋市                     | 名古屋市                     | 名古屋市 |
| 平手新田              | 平手新田              | 平手新田              | 明治11年 鳴海村に合併          | 鳴海町                     | 鳴海町                             | 鳴海町                       | 鳴海町                         | 鳴海町                              | 鳴海町                             | 昭和38年4月1日 名古屋市緑区に編入   | 名古屋市                     | 名古屋市                     | 名古屋市 |
| 相原村                | 相原村                | 相原村                | 明治11年 鳴海村に合併          | 鳴海町                     | 鳴海町                             | 鳴海町                       | 鳴海町                         | 鳴海町                              | 鳴海町                             | 昭和38年4月1日 名古屋市緑区に編入   | 名古屋市                     | 名古屋市                     | 名古屋市 |
| 神徳新田              | 神徳新田              | 神徳新田              | 明治11年 鳴海村に合併          | 鳴海町                     | 鳴海町                             | 鳴海町                       | 鳴海町                         | 鳴海町                              | 鳴海町                             | 昭和38年4月1日 名古屋市緑区に編入   | 名古屋市                     | 名古屋市                     | 名古屋市 |
| 沓掛村                | 沓掛村                | 沓掛村                | 沓掛村                         | 沓掛村                     | 沓掛村                             | 明治39年5月10日 豊明村       | 明治39年5月10日 豊明村         | 豊明村                              | 豊明村                             | 昭和32年1月1日 町制 豊明町          | 昭和47年8月1日 市制 豊明市   | 豊明市                       | 豊明市   |
| 沓掛新田              | 沓掛新田              | 沓掛新田              | 沓掛新田                       | 豊明村                     | 豊明村                             | 明治39年5月10日 豊明村       | 明治39年5月10日 豊明村         | 豊明村                              | 豊明村                             | 昭和32年1月1日 町制 豊明町          | 昭和47年8月1日 市制 豊明市   | 豊明市                       | 豊明市   |
| 沓掛中島村            | 沓掛中島村            | 沓掛中島村            | 明治11年 沓掛新田 に合併       | 豊明村                     | 豊明村                             | 明治39年5月10日 豊明村       | 明治39年5月10日 豊明村         | 豊明村                              | 豊明村                             | 昭和32年1月1日 町制 豊明町          | 昭和47年8月1日 市制 豊明市   | 豊明市                       | 豊明市   |
| 五軒屋新田            | 五軒屋新田            | 明治初年 前後村       | 明治11年 大沢村                | 豊明村                     | 豊明村                             | 明治39年5月10日 豊明村       | 明治39年5月10日 豊明村         | 豊明村                              | 豊明村                             | 昭和32年1月1日 町制 豊明町          | 昭和47年8月1日 市制 豊明市   | 豊明市                       | 豊明市   |
| 間米村                | 間米村                | 間米村                | 明治11年 大沢村                | 豊明村                     | 豊明村                             | 明治39年5月10日 豊明村       | 明治39年5月10日 豊明村         | 豊明村                              | 豊明村                             | 昭和32年1月1日 町制 豊明町          | 昭和47年8月1日 市制 豊明市   | 豊明市                       | 豊明市   |
| 知多郡 落合村         | 知多郡 落合村         | 明治9年 知多郡 栄村   | 明治11年 知多郡 栄村           | 豊明村                     | 豊明村                             | 明治39年5月10日 豊明村       | 明治39年5月10日 豊明村         | 豊明村                              | 豊明村                             | 昭和32年1月1日 町制 豊明町          | 昭和47年8月1日 市制 豊明市   | 豊明市                       | 豊明市   |
| 知多郡 大脇村         |                       | 明治9年 知多郡 栄村   | 明治11年 知多郡 栄村           | 豊明村                     | 豊明村                             | 明治39年5月10日 豊明村       | 明治39年5月10日 豊明村         | 豊明村                              | 豊明村                             | 昭和32年1月1日 町制 豊明町          | 昭和47年8月1日 市制 豊明市   | 豊明市                       | 豊明市   |
| 知多郡 東阿野村       | 知多郡 東阿野村       | 明治9年 知多郡 栄村   | 明治11年 知多郡 東阿野村       | 豊明村                     | 豊明村                             | 明治39年5月10日 豊明村       | 明治39年5月10日 豊明村         | 豊明村                              | 豊明村                             | 昭和32年1月1日 町制 豊明町          | 昭和47年8月1日 市制 豊明市   | 豊明市                       | 豊明市   |
| 浅田村                | 浅田村                | 浅田村                | 浅田村                         | 香久山村                   | 香久山村                           | 明治39年5月10日 日進村       | 明治39年5月10日 日進村         | 日進村                              | 日進村                             | 昭和33年1月1日 町制 日進町          | 日進町                       | 平成6年10月1日 市制 日進市   | 日進市   |
| 野方村                | 野方村                | 野方村                | 野方村                         | 香久山村                   | 香久山村                           | 明治39年5月10日 日進村       | 明治39年5月10日 日進村         | 日進村                              | 日進村                             | 昭和33年1月1日 町制 日進町          | 日進町                       | 平成6年10月1日 市制 日進市   | 日進市   |
| 折戸村                | 折戸村                | 折戸村                | 折戸村                         | 香久山村                   | 香久山村                           | 明治39年5月10日 日進村       | 明治39年5月10日 日進村         | 日進村                              | 日進村                             | 昭和33年1月1日 町制 日進町          | 日進町                       | 平成6年10月1日 市制 日進市   | 日進市   |
| 梅森村                | 梅森村                | 梅森村                | 梅森村                         | 香久山村                   | 香久山村                           | 明治39年5月10日 日進村       | 明治39年5月10日 日進村         | 日進村                              | 日進村                             | 昭和33年1月1日 町制 日進町          | 日進町                       | 平成6年10月1日 市制 日進市   | 日進市   |
| 赤池村                | 赤池村                | 赤池村                | 赤池村                         | 香久山村                   | 香久山村                           | 明治39年5月10日 日進村       | 明治39年5月10日 日進村         | 日進村                              | 日進村                             | 昭和33年1月1日 町制 日進町          | 日進町                       | 平成6年10月1日 市制 日進市   | 日進市   |
| 藤枝村                | 藤枝村                | 明治6年 蟹甲新田      | 蟹甲新田                       | 香久山村                   | 香久山村                           | 明治39年5月10日 日進村       | 明治39年5月10日 日進村         | 日進村                              | 日進村                             | 昭和33年1月1日 町制 日進町          | 日進町                       | 平成6年10月1日 市制 日進市   | 日進市   |
| 藤枝村                | 藤枝村                | 藤枝村                | 藤枝村                         | 白山村                     | 白山村                             | 明治39年5月10日 日進村       | 明治39年5月10日 日進村         | 日進村                              | 日進村                             | 昭和33年1月1日 町制 日進町          | 日進町                       | 平成6年10月1日 市制 日進市   | 日進市   |
| 米ノ木村              | 米ノ木村              | 明治8年 三本木村      | 三本木村                       | 白山村                     | 白山村                             | 明治39年5月10日 日進村       | 明治39年5月10日 日進村         | 日進村                              | 日進村                             | 昭和33年1月1日 町制 日進町          | 日進町                       | 平成6年10月1日 市制 日進市   | 日進市   |
| 米ノ木村              | 米ノ木村              | 明治8年 米野木村      | 米野木村                       | 白山村                     | 白山村                             | 明治39年5月10日 日進村       | 明治39年5月10日 日進村         | 日進村                              | 日進村                             | 昭和33年1月1日 町制 日進町          | 日進町                       | 平成6年10月1日 市制 日進市   | 日進市   |
| 藤島村                | 藤島村                | 藤島村                | 藤島村                         | 白山村                     | 白山村                             | 明治39年5月10日 日進村       | 明治39年5月10日 日進村         | 日進村                              | 日進村                             | 昭和33年1月1日 町制 日進町          | 日進町                       | 平成6年10月1日 市制 日進市   | 日進市   |
| 本郷村                | 本郷村                | 本郷村                | 本郷村                         | 白山村                     | 白山村                             | 明治39年5月10日 日進村       | 明治39年5月10日 日進村         | 日進村                              | 日進村                             | 昭和33年1月1日 町制 日進町          | 日進町                       | 平成6年10月1日 市制 日進市   | 日進市   |
| 岩崎村                | 岩崎村                | 岩崎村                | 岩崎村                         | 岩崎村                     | 岩崎村                             | 明治39年5月10日 日進村       | 明治39年5月10日 日進村         | 日進村                              | 日進村                             | 昭和33年1月1日 町制 日進町          | 日進町                       | 平成6年10月1日 市制 日進市   | 日進市   |
| 岩崎村                | 岩崎村                | 明治3年 北新田        | 北新田                         | 岩崎村                     | 岩崎村                             | 明治39年5月10日 日進村       | 明治39年5月10日 日進村         | 日進村                              | 日進村                             | 昭和33年1月1日 町制 日進町          | 日進町                       | 平成6年10月1日 市制 日進市   | 日進市   |
| 岩崎村                | 岩崎村                | 明治4年 岩藤新田      | 岩藤新田                       | 岩崎村                     | 岩崎村                             | 明治39年5月10日 日進村       | 明治39年5月10日 日進村         | 日進村                              | 日進村                             | 昭和33年1月1日 町制 日進町          | 日進町                       | 平成6年10月1日 市制 日進市   | 日進市   |
| 和合村                | 和合村                | 和合村                | 和合村                         | 諸和村                     | 諸和村                             | 明治39年5月10日 東郷村       | 明治39年5月10日 東郷村         | 東郷村                              | 東郷村                             | 東郷村                              | 昭和45年4月1日 町制 東郷町   | 東郷町                       | 東郷町   |
| 諸輪村                | 諸輪村                | 諸輪村                | 諸輪村                         | 諸和村                     | 諸和村                             | 明治39年5月10日 東郷村       | 明治39年5月10日 東郷村         | 東郷村                              | 東郷村                             | 東郷村                              | 昭和45年4月1日 町制 東郷町   | 東郷町                       | 東郷町   |
| 傍爾本村              | 傍爾本村              | 傍爾本村              | 明治11年 春木村                | 春木村                     | 春木村                             | 明治39年5月10日 東郷村       | 明治39年5月10日 東郷村         | 東郷村                              | 東郷村                             | 東郷村                              | 昭和45年4月1日 町制 東郷町   | 東郷町                       | 東郷町   |
| 祐福寺村              | 祐福寺村              | 祐福寺村              | 明治11年 春木村                | 春木村                     | 春木村                             | 明治39年5月10日 東郷村       | 明治39年5月10日 東郷村         | 東郷村                              | 東郷村                             | 東郷村                              | 昭和45年4月1日 町制 東郷町   | 東郷町                       | 東郷町   |
| 部田村                | 部田村                | 部田村                | 明治11年 春木村                | 春木村                     | 春木村                             | 明治39年5月10日 東郷村       | 明治39年5月10日 東郷村         | 東郷村                              | 東郷村                             | 東郷村                              | 昭和45年4月1日 町制 東郷町   | 東郷町                       | 東郷町   |
| 長久手村              | 長久手村              | 長久手村              | 長久手村                       | 長湫村                     | 長湫村                             | 明治39年5月10日 長久手村     | 明治39年5月10日 長久手村       | 長久手村                            | 長久手村                           | 長久手村                            | 昭和46年4月1日 町制 長久手町 | 平成24年1月4日 市制 長久手市 | 長久手市 |
| 大草村                | 大草村                | 大草村                | 明治11年 熊張村                | 上郷村                     | 上郷村                             | 明治39年5月10日 長久手村     | 明治39年5月10日 長久手村       | 長久手村                            | 長久手村                           | 長久手村                            | 昭和46年4月1日 町制 長久手町 | 平成24年1月4日 市制 長久手市 | 長久手市 |
| 北熊村                | 北熊村                | 北熊村                | 明治11年 熊張村                | 上郷村                     | 上郷村                             | 明治39年5月10日 長久手村     | 明治39年5月10日 長久手村       | 長久手村                            | 長久手村                           | 長久手村                            | 昭和46年4月1日 町制 長久手町 | 平成24年1月4日 市制 長久手市 | 長久手市 |
| 前熊村                | 前熊村                | 前熊村                | 前熊村                         | 上郷村                     | 上郷村                             | 明治39年5月10日 長久手村     | 明治39年5月10日 長久手村       | 長久手村                            | 長久手村                           | 長久手村                            | 昭和46年4月1日 町制 長久手町 | 平成24年1月4日 市制 長久手市 | 長久手市 |
| 岩作村                | 岩作村                | 岩作村                | 岩作村                         | 岩作村                     | 岩作村                             | 明治39年5月10日 長久手村     | 明治39年5月10日 長久手村       | 長久手村                            | 長久手村                           | 長久手村                            | 昭和46年4月1日 町制 長久手町 | 平成24年1月4日 市制 長久手市 | 長久手市 |
| 本地村                | 本地村                | 本地村                | 本地村                         | 幡野村                     | 幡野村                             | 明治39年5月10日 幡山村       | 明治39年5月10日 幡山村         | 幡山村                              | 幡山村                             | 昭和30年2月11日 瀬戸市に編入        | 瀬戸市                       | 瀬戸市                       | 瀬戸市   |
| 菱野村                | 菱野村                | 菱野村                | 菱野村                         | 幡野村                     | 幡野村                             | 明治39年5月10日 幡山村       | 明治39年5月10日 幡山村         | 幡山村                              | 幡山村                             | 昭和30年2月11日 瀬戸市に編入        | 瀬戸市                       | 瀬戸市                       | 瀬戸市   |
| 山口村                | 山口村                | 山口村                | 山口村                         | 山口村                     | 山口村                             | 明治39年5月10日 幡山村       | 明治39年5月10日 幡山村         | 幡山村                              | 幡山村                             | 昭和30年2月11日 瀬戸市に編入        | 瀬戸市                       | 瀬戸市                       | 瀬戸市   |

## 行政
歴代郡長は以下の通り。
| 代 | 氏名         | 就任年月日                 | 退任年月日                 | 備考                     |
| -- | ------------ | -------------------------- | -------------------------- | ------------------------ |
| 1  | 高橋正蔵     | 1878年（明治11年）12月26日 | 1879年（明治12年）8月6日   |                          |
| 2  | 今宿信一     | 1879年（明治12年）8月6日   | 1879年（明治12年）11月22日 |                          |
| 3  | 加藤勝寿     | 1879年（明治12年）11月22日 | 1880年（明治13年）11月10日 |                          |
| 4  | 高木延世     | 1880年（明治13年）11月10日 | 1881年（明治14年）9月26日  |                          |
| 5  | 山崎徳左衛門 | 1881年（明治14年）9月26日  | 1883年（明治16年）9月26日  |                          |
| 6  | 高木延世     | 1883年（明治16年）9月26日  | 1900年（明治33年）9月26日  | 4代の再任                |
| 7  | 脇屋義純     | 1900年（明治33年）9月27日  | 1902年（明治35年）6月4日   | 碧海郡長へ転任           |
| 8  | 津田顕孝     | 1902年（明治35年）6月4日   | 1908年（明治41年）4月12日  | 死去に伴い辞任           |
| 9  | 笹原辰太郎   | 1908年（明治41年）5月19日  | 1913年（大正2年）2月26日   |                          |
| 10 | 井沢真民     | 1913年（大正2年）2月26日   | 1914年（大正3年）7月22日   | 大阪府警警視へ転任       |
| 11 | 内藤兼雄     | 1914年（大正3年）8月15日   | 1916年（大正5年）6月14日   | 知多郡長へ転任           |
| 12 | 保々隆矣     | 1916年（大正5年）6月14日   | 1918年（大正7年）3月31日   | 愛知県理事官へ転任       |
| 13 | 古橋卓四郎   | 1918年（大正7年）3月31日   | 1919年（大正8年）3月31日   | 愛知県理事官へ転任       |
| 14 | 伊藤喜平     | 1919年（大正8年）3月31日   | 1921年（大正10年）8月24日  |                          |
| 15 | 松本伊織     | 1921年（大正10年）8月24日  | 1923年（大正12年）2月27日  | 朝鮮総督府道理事官へ転任 |
| 16 | 安藤房太郎   | 1923年（大正12年）2月27日  | 1924年（大正13年）10月4日  | 幡豆郡長へ転任           |
| 17 | 内藤二郎     | 1924年（大正13年）10月4日  | 1926年（大正15年）7月1日   | 郡役所廃止により、廃官   |